# 乙女シリーズ
乙女シリーズ（おとめシリーズ）は、2009年5月29日に発売された『花と乙女に祝福を』を第1作とする、18禁恋愛アドベンチャーゲームのシリーズ。いわゆる女装潜入ものの作品群であり、株式会社ウィルプラスの男性向けブランドであるensemble/ensemble SWEETが制作している。2016年時点でシリーズ累計販売本数は8万本を超えている。

## シリーズ一覧

### 本編作品

#### ensemble
| #  | タイトル                       | タイトル                                                    | 主人公 | 舞台学園 | イベント |
| #  | 発売日                         | 製品群                                                      | 作品概要 | 作品概要 | 作品概要 |
| -- | ------------------------------ | ----------------------------------------------------------- | --- | --- | --- |
| 1  | 花と乙女に祝福を               | 花と乙女に祝福を                                            | 月丘 晶子 | 聖ルピナス学園                                                                                                 | 立藤の会 |
| 1  | 2009年5月29日                  | 花と乙女に祝福を                                            | 病弱な双子の妹の代わりに女装してお嬢様学園に通う兄が引き起こすドタバタ劇。PS2/PSPに移植された。                | 病弱な双子の妹の代わりに女装してお嬢様学園に通う兄が引き起こすドタバタ劇。PS2/PSPに移植された。                | 病弱な双子の妹の代わりに女装してお嬢様学園に通う兄が引き起こすドタバタ劇。PS2/PSPに移植された。                |
| 1  | 2010年1月29日                  | 花と乙女に祝福を ロイヤルブーケ                             | 病弱な双子の妹の代わりに女装してお嬢様学園に通う兄が引き起こすドタバタ劇。PS2/PSPに移植された。                | 病弱な双子の妹の代わりに女装してお嬢様学園に通う兄が引き起こすドタバタ劇。PS2/PSPに移植された。                | 病弱な双子の妹の代わりに女装してお嬢様学園に通う兄が引き起こすドタバタ劇。PS2/PSPに移植された。                |
| 2  | 乙女が紡ぐ恋のキャンバス       | 乙女が紡ぐ恋のキャンバス                                    | 深山 瑞希 | 鳳后藝術学園                                                                                                   | アートフェア                                                                                                   |
| 2  | 2012年3月30日                  | 乙女が紡ぐ恋のキャンバス                                    | 長年引き籠もっていた天才画家が女装してお嬢様学園の少女達と触れ合うことで成長する物語。                         | 長年引き籠もっていた天才画家が女装してお嬢様学園の少女達と触れ合うことで成長する物語。                         | 長年引き籠もっていた天才画家が女装してお嬢様学園の少女達と触れ合うことで成長する物語。                         |
| 2  | 2012年11月22日                 | 乙女が紡ぐ恋のキャンバス 〜二人のギャラリー〜               | 長年引き籠もっていた天才画家が女装してお嬢様学園の少女達と触れ合うことで成長する物語。                         | 長年引き籠もっていた天才画家が女装してお嬢様学園の少女達と触れ合うことで成長する物語。                         | 長年引き籠もっていた天才画家が女装してお嬢様学園の少女達と触れ合うことで成長する物語。                         |
| 3  | 桜舞う乙女のロンド             | 桜舞う乙女のロンド                                          | 真原 葵 | 桜花女学園 | 桜花祭 |
| 3  | 2013年11月29日                 | 桜舞う乙女のロンド                                          | 男子校に籍を置きながら、病弱な義妹のため女装してお嬢様学園に通う兄の二重生活を描く。                           | 男子校に籍を置きながら、病弱な義妹のため女装してお嬢様学園に通う兄の二重生活を描く。                           | 男子校に籍を置きながら、病弱な義妹のため女装してお嬢様学園に通う兄の二重生活を描く。                           |
| 3  | 2014年3月28日                  | 桜舞う乙女のロンド 〜あなたと見る冬桜〜                     | 男子校に籍を置きながら、病弱な義妹のため女装してお嬢様学園に通う兄の二重生活を描く。                           | 男子校に籍を置きながら、病弱な義妹のため女装してお嬢様学園に通う兄の二重生活を描く。                           | 男子校に籍を置きながら、病弱な義妹のため女装してお嬢様学園に通う兄の二重生活を描く。                           |
| 4  | 乙女が奏でる恋のアリア         | 乙女が奏でる恋のアリア                                      | 塚原 いずみ | 深皇学園 | 深皇祭（アリア）                                                                                               |
| 4  | 2014年11月28日                 | 乙女が奏でる恋のアリア                                      | ソプラニスタの少年が歌姫の役を引き受けてお嬢様学園に編入し、騎士役の少女達に守られる倒錯的な話。               | ソプラニスタの少年が歌姫の役を引き受けてお嬢様学園に編入し、騎士役の少女達に守られる倒錯的な話。               | ソプラニスタの少年が歌姫の役を引き受けてお嬢様学園に編入し、騎士役の少女達に守られる倒錯的な話。               |
| 4  | 2015年6月26日                  | 乙女が奏でる恋のアリア 君に捧げるアンコール                 | ソプラニスタの少年が歌姫の役を引き受けてお嬢様学園に編入し、騎士役の少女達に守られる倒錯的な話。               | ソプラニスタの少年が歌姫の役を引き受けてお嬢様学園に編入し、騎士役の少女達に守られる倒錯的な話。               | ソプラニスタの少年が歌姫の役を引き受けてお嬢様学園に編入し、騎士役の少女達に守られる倒錯的な話。               |
| 5  | 乙女が彩る恋のエッセンス       | 乙女が彩る恋のエッセンス                                    | 朝倉 千弘 | 舞城女学園 | お出迎え会・舞踏祭                                                                                             |
| 5  | 2016年3月25日                  | 乙女が彩る恋のエッセンス                                    | 男子禁制のお嬢様学園にコックの欠員が出たため女装して働くことになった孤児の少年の物語。                         | 男子禁制のお嬢様学園にコックの欠員が出たため女装して働くことになった孤児の少年の物語。                         | 男子禁制のお嬢様学園にコックの欠員が出たため女装して働くことになった孤児の少年の物語。                         |
| 5  | 2016年11月25日                 | 乙女が彩る恋のエッセンス 〜笑顔で織りなす未来〜             | 男子禁制のお嬢様学園にコックの欠員が出たため女装して働くことになった孤児の少年の物語。                         | 男子禁制のお嬢様学園にコックの欠員が出たため女装して働くことになった孤児の少年の物語。                         | 男子禁制のお嬢様学園にコックの欠員が出たため女装して働くことになった孤児の少年の物語。                         |
| 6  | 想いを捧げる乙女のメロディー   | 想いを捧げる乙女のメロディー                                | 雨桜 みさき | リーリエ女学園                                                                                                 | シュールフェスト                                                                                               |
| 6  | 2017年3月24日                  | 想いを捧げる乙女のメロディー                                | 産休の姉の代理でお嬢様学園の臨時音楽教師を務めつつ、女装して学園生活を送るピアニストの物語。                   | 産休の姉の代理でお嬢様学園の臨時音楽教師を務めつつ、女装して学園生活を送るピアニストの物語。                   | 産休の姉の代理でお嬢様学園の臨時音楽教師を務めつつ、女装して学園生活を送るピアニストの物語。                   |
| 6  | 2017年11月24日                 | 想いを捧げる乙女のメロディー 〜あふれる想いを調べにのせて〜 | 産休の姉の代理でお嬢様学園の臨時音楽教師を務めつつ、女装して学園生活を送るピアニストの物語。                   | 産休の姉の代理でお嬢様学園の臨時音楽教師を務めつつ、女装して学園生活を送るピアニストの物語。                   | 産休の姉の代理でお嬢様学園の臨時音楽教師を務めつつ、女装して学園生活を送るピアニストの物語。                   |
| 7  | 乙女が結ぶ月夜の煌めき         | 乙女が結ぶ月夜の煌めき                                      | 塔矢 優紀 | 明月女学園 | お披露目会 |
| 7  | 2018年11月30日                 | 乙女が結ぶ月夜の煌めき                                      | 学園内が二派に分かれて争いだしたという女学園に乗り込んでいくお嬢様と、女装した従者の物語。                     | 学園内が二派に分かれて争いだしたという女学園に乗り込んでいくお嬢様と、女装した従者の物語。                     | 学園内が二派に分かれて争いだしたという女学園に乗り込んでいくお嬢様と、女装した従者の物語。                     |
| 7  | 2019年6月28日                  | 乙女が結ぶ月夜の煌めき -Fullmoon Days-                      | 学園内が二派に分かれて争いだしたという女学園に乗り込んでいくお嬢様と、女装した従者の物語。                     | 学園内が二派に分かれて争いだしたという女学園に乗り込んでいくお嬢様と、女装した従者の物語。                     | 学園内が二派に分かれて争いだしたという女学園に乗り込んでいくお嬢様と、女装した従者の物語。                     |
| 8  | 星の乙女と六華の姉妹           | 星の乙女と六華の姉妹                                        | 山吹 兎美 | 聖六華女学園                                                                                                   | 六華祭 |
| 8  | 2021年11月26日                 | 星の乙女と六華の姉妹                                        | アイドルを多く輩出するお嬢様学園に転入したダメ人間の妹を、女装してサポートする兄の物語。                       | アイドルを多く輩出するお嬢様学園に転入したダメ人間の妹を、女装してサポートする兄の物語。                       | アイドルを多く輩出するお嬢様学園に転入したダメ人間の妹を、女装してサポートする兄の物語。                       |
| 8  |                                |                                                             | アイドルを多く輩出するお嬢様学園に転入したダメ人間の妹を、女装してサポートする兄の物語。                       | アイドルを多く輩出するお嬢様学園に転入したダメ人間の妹を、女装してサポートする兄の物語。                       | アイドルを多く輩出するお嬢様学園に転入したダメ人間の妹を、女装してサポートする兄の物語。                       |
| 9  | 華は短し、踊れよ乙女           | 華は短し、踊れよ乙女                                        | 藤波 凜 | 清澄女学館 | 「撫子の君」選挙                                                                                               |
| 9  | 2022年9月30日                  | 華は短し、踊れよ乙女                                        | 舞台は大正時代。歌舞伎の女形である主人公は、芸を磨くために名家の令嬢と西洋の留学生たちが集う女学校に編入する。 | 舞台は大正時代。歌舞伎の女形である主人公は、芸を磨くために名家の令嬢と西洋の留学生たちが集う女学校に編入する。 | 舞台は大正時代。歌舞伎の女形である主人公は、芸を磨くために名家の令嬢と西洋の留学生たちが集う女学校に編入する。 |
| 9  |                                |                                                             | 舞台は大正時代。歌舞伎の女形である主人公は、芸を磨くために名家の令嬢と西洋の留学生たちが集う女学校に編入する。 | 舞台は大正時代。歌舞伎の女形である主人公は、芸を磨くために名家の令嬢と西洋の留学生たちが集う女学校に編入する。 | 舞台は大正時代。歌舞伎の女形である主人公は、芸を磨くために名家の令嬢と西洋の留学生たちが集う女学校に編入する。 |
| 10 | 乙女の剣と秘めごとコンチェルト | 乙女の剣と秘めごとコンチェルト                              | 卯花 陽菜 | 銀蘭学園 | |
| 10 | 2023年6月30日                  | 乙女の剣と秘めごとコンチェルト                              | 剣術を学ぶため西洋に留学していた主人公が、無理矢理に日本の女学園の騎士道指南役補佐にされ、学生として編入する。 | 剣術を学ぶため西洋に留学していた主人公が、無理矢理に日本の女学園の騎士道指南役補佐にされ、学生として編入する。 | 剣術を学ぶため西洋に留学していた主人公が、無理矢理に日本の女学園の騎士道指南役補佐にされ、学生として編入する。 |
| 10 |                                |                                                             | 剣術を学ぶため西洋に留学していた主人公が、無理矢理に日本の女学園の騎士道指南役補佐にされ、学生として編入する。 | 剣術を学ぶため西洋に留学していた主人公が、無理矢理に日本の女学園の騎士道指南役補佐にされ、学生として編入する。 | 剣術を学ぶため西洋に留学していた主人公が、無理矢理に日本の女学園の騎士道指南役補佐にされ、学生として編入する。 |
| 11 | 宿りし乙女の誓いと魔法         | 宿りし乙女の誓いと魔法                                      | 響 詩乃 | アイテール女学院（御伽館）                                                                                     | |
| 11 | 2025年6月27日                  | 宿りし乙女の誓いと魔法                                      | 公園で見つけたぬいぐるみを補修したことで、魔法少女になった主人公と変わることに囚われた乙女たちの物語           | 公園で見つけたぬいぐるみを補修したことで、魔法少女になった主人公と変わることに囚われた乙女たちの物語           | 公園で見つけたぬいぐるみを補修したことで、魔法少女になった主人公と変わることに囚われた乙女たちの物語           |
| 11 |                                |                                                             | 公園で見つけたぬいぐるみを補修したことで、魔法少女になった主人公と変わることに囚われた乙女たちの物語           | 公園で見つけたぬいぐるみを補修したことで、魔法少女になった主人公と変わることに囚われた乙女たちの物語           | 公園で見つけたぬいぐるみを補修したことで、魔法少女になった主人公と変わることに囚われた乙女たちの物語           |

#### ensemble SWEET
ensemble SWEETの以下の作品も本シリーズに含まれる。
| # | タイトル                       | タイトル                       | 主人公                                                                           | 舞台学園                                                                         | イベント                                                                         |
| # | 発売日                         | 製品群                         | 作品概要                                                                         | 作品概要                                                                         | 作品概要                                                                         |
| - | ------------------------------ | ------------------------------ | -------------------------------------------------------------------------------- | -------------------------------------------------------------------------------- | -------------------------------------------------------------------------------- |
| 1 | 乙女とふれあう、ひとつ屋根の下 | 乙女とふれあう、ひとつ屋根の下 | 文森 菜桜                                                                        | 淑舞女学園                                                                       | （寮祭）                                                                         |
| 1 | 2022年4月28日                  | 乙女とふれあう、ひとつ屋根の下 | 男性百合小説家が、スランプ脱出のため、女装して名門女学園の学生寮の寮母となる話。 | 男性百合小説家が、スランプ脱出のため、女装して名門女学園の学生寮の寮母となる話。 | 男性百合小説家が、スランプ脱出のため、女装して名門女学園の学生寮の寮母となる話。 |

### 派生作品
- 2019年12月20日 - シャイニー・シスターズ 〜女装主人公アイドルプロジェクト〜[13]

### セット商品
- 2019年12月20日 - ensemble10周年記念 乙女シリーズ13本セット[14]

## 歴史
| 2009 | 花と乙女に祝福を               |
| 2010 |                                |
| 2011 |                                |
| 2012 | 乙女が紡ぐ恋のキャンバス       |
| 2013 | 桜舞う乙女のロンド             |
| 2014 | 乙女が奏でる恋のアリア         |
| 2015 |                                |
| 2016 | 乙女が彩る恋のエッセンス       |
| 2017 | 想いを捧げる乙女のメロディー   |
| 2018 | 乙女が結ぶ月夜の煌めき         |
| 2019 | シャイニー・シスターズ         |
| 2020 |                                |
| 2021 | 星の乙女と六華の姉妹           |
| 2022 | 乙女とふれあう、ひとつ屋根の下 |
| 2022 | 華は短し、踊れよ乙女           |
| 2023 | 乙女の剣と秘めごとコンチェルト |

### 双子入れ替わり企画
第1作の『花と乙女に祝福を』を企画したじんべいは、双子の入れ替わりもので何か面白いことができないか、以前から考えていたという。その中で、兄が妹に扮するのであれば、女学園に通わせたら面白いということになった。あくまで入れ替わりのシチュエーションの中で何か面白い話ができないかというのが出発点であり、初めから女装ものを意識して作っていたわけではなかったという:102。
作品の舞台はお嬢様学園とされた。普通の女学園よりは箱入りのお嬢様が通う学園のほうが受けると判断したという:102。こうして、女装した主人公がお嬢様学園に潜入するというシリーズの基本形が作られた。

### シリーズの形成・展開
2012年に第2作『乙女が紡ぐ恋のキャンバス』、2013年に第3作『桜舞う乙女のロンド』が、それぞれ第1作からタイトルの「乙女」を受け継いで発売された。「乙女シリーズ」の呼称は『ロンド』の特典として作られたミニゲームで初めて登場する。以降の作品もタイトルに「乙女」を冠したものとなっており、ensembleによる一連の女装作品は「乙女シリーズ」として確立している。「シリーズ」と銘打たれているが各作品の物語はあくまで独立しており、過去作との内容的な関連はない。
2022年現在の最新作は『乙女とふれあう、ひとつ屋根の下』（第9作）。シリーズの派生作品として『シャイニー・シスターズ』が発売されている。

## 世界観
乙女シリーズの世界観は共通である。第2作『乙女が紡ぐ恋のキャンバス』の中で第1作『花と乙女に祝福を』の登場人物への言及があったのを最初とし、第3作『桜舞う乙女のロンド』の発売に際し過去作の主人公2人が登場する「乙女シリーズ主人公ぱっち」が制作されたことでこの試みは本格化した。

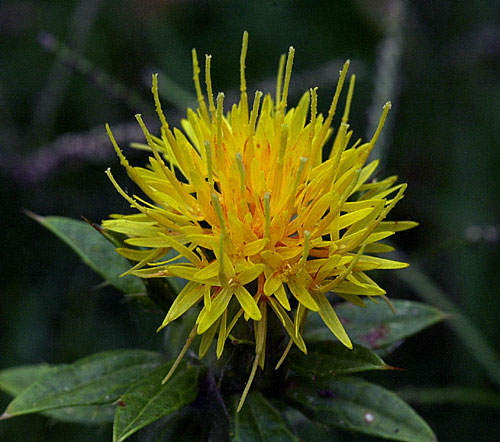
ベニバナ（紅花）

「全国紅花連盟」の初出は第5作『乙女が彩る恋のエッセンス』である。全国紅花連盟とは「全国に女子学園は多くあれど、品格、歴史、実績を兼ね備えた学園のみが加盟を許される」組織であるとされ、その伝統行事「お出迎え会」が『エッセンス』の主たるイベントの一つになっている。全国紅花連盟の略称は「紅花連」。「紅花」の読みは「こうか」とも「べにばな」とも。
以来、シリーズ作品の舞台は全て全国紅花連盟の加盟校という扱いになっている。2019年現在までに加盟が明らかとなっている7校は、比較的近隣の地域に設置されていて交流を持っており、また多く在籍している名家・財閥の令嬢が知人同士であったり親戚であったりすることから、ある種のスター・システムを形成している。『エッセンス』はその極致的な作品となっており、シリーズの過去作から主人公4人を含む10人ものキャラクターがゲストとして登場しているほか、作品の垣根を越えて登場人物が交流する「オールスターディスク」も制作されている。
なお、乙女シリーズにおけるほど明示的ではないが同じくensembleによる「お嬢様モノ」の世界もほぼ共通であり、乙女シリーズと繋がっている。

## 登場人物

### 花と乙女に祝福を
※学年、所属は無印 / ロイヤルブーケ（以下RB）の順（変更なしは省略）。
月丘 彰（）
学年 - 2年桜組 / 元2年桜組
所属 - 園芸部 / 元園芸部
身長164cm、スリーサイズ75・56・80、血液型A型（RBより）。1月19日生まれ（やぎ座）。
本作の主人公。妹の晶子とは瓜二つな容姿の中性的な少年。女々しく優柔不断な面を持つが、天然かつ楽観的であるため前向きでもある。昔から両親に女装させられたことがあり、そんな両親から遠回しに頼まれる形で晶子に扮してルピナスに通うことになる。外見があまり男らしくないことがコンプレックスなのだが、晶子として生活する内に、女性である晶子や都よりも女性らしく振舞えるようになってしまう。家は名家には遠く及ばないものの、晶子がルピナスに通える程度には裕福らしい。常識人ではあるが、ややうっかり者。また、自他共に認めるシスコンであり、晶子の事になると後先を考えずに行動する上に無茶をしがち。
『乙女が彩る恋のエッセンス』において
晶子が退院したことで彰は元の生活に戻っていたのだが、体調不良の晶子が舞城のイベントへ無理に参加しようとしていたため、再び晶子に扮して代わりに参加することとなった。兄妹の仲はとても良いのだが、晶子に扮して色々とやっていることがあり、晶子からは苦言を呈されている。
『乙女騎士♥いますぐ私を抱きしめて』において
桐谷綾斗・沙綾の姉弟のいとことして登場する。
ドイツの桐谷家をこれまで数度訪れており、年下の桐谷姉弟からは「彰兄ちゃん」と呼ばれ、懐かれている。綾斗が来日、女装していることは綾斗の両親から聞いて知っており、電話越しに女装生活のアドバイスを与える。
『シャイニー・シスターズ』において
アイドルユニット「シャイニー・シスターズ」のサブリーダー。
月丘 晶子（）
学年 - 2年桜組
所属 - 園芸部 / 学生会・会長、園芸部
身長162cm、スリーサイズ75・54・80、血液型A型。1月19日生まれ（やぎ座）。
彰の双子の妹。寮で生活する寮生の一人。生来病弱であるため聖ルピナス学園に入学して以来入退院を繰り返し、1年次からの長期の入院状態のまま2年次の5月連休明けを迎え、ついに留年の瀬戸際に立ってしまう。自分の病気でこれ以上誰かに迷惑をかけられないと退学の意思を表明したため、家族を大いに慌てさせ、物語が始まってしまう。草花を愛し、植物の世話をすることが趣味。情緒は豊かであるが、内気で人見知りが激しい。また、常識人なのだが、植物のことになるとやや人が変わり、幼少時は植物好きが高じて奇行に走っていたことがある。他、貧乳にコンプレックスを抱いている。成績は優秀。
双子の兄である彰とは仲が良く、彰相手には割とわがままになる部分がある。彰が自身に甘いため、ややブラコン気味。彰とは対照的にしっかり者で、同級生や家族が相手でも敬語を使う。彰が自身の代わりにルピナスに通うことは知らなかったが、都の説得もあり、一応は納得している。
名木城 都（）
学年 - 2年桜組
所属 - 園芸部 / 学生会・副会長、園芸部
身長158cm、スリーサイズ80・54・82、血液型A型。
晶子の幼馴染で親友。名家名木城家の一人娘。寮生の一人で、晶子とはお互いに部屋の鍵を持ち合っている。幼少時に一度だけ晶子の家に行ったことがあるため、彰とも面識があり、真っ先に晶子（彰）の正体に気付く。晶子と同様、草花に詳しい。少々がさつで口が悪いところがあるが、名家の娘だけあって茶道などの習い事を経験している。
小さな頃から彰に好意を抱いているが、彰が女装している状況や素直になれない性格もあってか、彼に厳しい態度を取るツンデレ。晶子のために学園で唯一の協力者となり、彰のフォローをする。
宝生 聖佳（）
学年 - 3年椿組
所属 - 学生会・会長 / 学生会・元会長
身長160cm、スリーサイズ84・55・86、血液型O型。
聖ルピナス学園の学生会会長。「日本三大財閥」の一つ、名家宝生家の令嬢で、才色兼備に兼ね備えた能力とその自信から極度の結果主義。更に他人と対等の関係を持った経験が乏しく、基本的に相手が自分に「ノー」と言い辛い存在だと気付いていないため、聖佳自身にその気は無くとも非常に辛辣かつ厳しい正論で、完全に相手を論破してしまう。自分の短所を遠慮なく指摘したことで彰扮する晶子を気に入り、次期会長の座を譲ろうとする。本質的には負けず嫌いで子供っぽい性格をしている。
鹿島 志鶴（）
学年 - 2年桜組
所属 - 美術部 / 学生会・執行部長、美術部
身長156cm、スリーサイズ88・56・87、血液型AB型。
晶子と都の友人でありクラスメイト。世界に展開する鹿島貿易の令嬢。スタイルがよく巨乳のため、貧乳の晶子にとっては憧れの存在。美術部に所属し、学生の身ながらプロの画家としても活躍しているが、独特のセンスを持っており、時に見る者を驚かす絵を描く。嗅覚が敏感。天然で大らかな性格なのだが、自分の欲求には忠実であるため、その行動や台詞は周囲を唖然とさせることもしばしば。
都とは違って彰との面識はないが、晶子を通じて存在は知っている。RBでは彰に女装をさせて楽しむなど、彰を気に入っていることがうかがえる。
『乙女が彩る恋のエッセンス』において
会長の晶子と共にルピナスの代表としてイベントへ参加することとなった。二人の共通の友人である都からは立派な庭園のある舞城女学園に行けることを羨ましがられているが、一方で学園の代表が男であることがバレると大問題になることから彰のサポート役を託されている。
佐上 薫（）
学年 - 3年椛組
所属 - 陸上部、学生会・副会長 / 陸上部、学生会・元副会長
身長165cm、スリーサイズ82・59・85、血液型B型。
学生会の副会長で、聖佳とはルピナスに入る以前から知り合いの幼馴染。聖佳と一緒に学生会を務めているが、飽きっぽく面倒くさがりで仕事の殆どを聖佳に押し付けている。聖佳とは対照的に軽い性格で女好きだが、学業優秀で成績は学年次席。スポーツ万能で、自身が所属する陸上部以外にもヘルプで参加している。手先は器用。面白いことに飢えている。聖佳の相手をできる数少ない人物。
藍那 祈（）
学年 - 1年柚組
所属 - 帰宅部 / 学生会・書記、園芸部
身長147cm、スリーサイズ72・52・74、血液型A型。
勉強は得意だが、内向的かつネガティブな性格で友達のいない後輩の少女。寮生の一人。彼女の孤独な姿に彰は妹の面影を重ねる。彰や眞弥子と接する中、性格が変化していく。ちなみに貧乳に関するコンプレックスには、晶子並みの暴走を見せる。魚好きで魚類の知識が豊富だが、一度話し始めると止めるまで話し続けてしまう。両親は大学教授で、その影響から幼少時より様々な本を読んでおり、色々な外国語を読むことができる。父親からは溺愛されており、自分のことになると見境がなくなってしまうことに困っている。父の過保護の影響か、父以外の男性は苦手。家は月丘家と同様に一般よりの家庭。志鶴とは父親同士が友人だが、本人同士に面識はない。
山本 眞弥子（）
学年 - 1年柚組
所属 - 帰宅部 / 学生会・書記、園芸部
身長147cm、スリーサイズ82/83・52・78、血液型O型。
祈のクラスメイト。一人称は「眞弥子」。寮生の一人。能天気で悩みのない前向きな性格。落ち着きがないためドジなのが玉に瑕で当人にもその自覚はあり、落ち着いて行動ができる人間にあこがれており、それに当たる祈に憧れている。実家の山本家は茶道の大家であり、彼女の祖父は山本流の家元。ルピナスの生徒にも山本流を習う者が多く、その影響力は絶大。出演しないが姉がおり、眞弥子にお茶と偽って酒を渡すなど、悪戯好きな性格をしている。
獅堂 沙織（）
学年 - 3年椛組
所属 - 弓道部
身長159cm、スリーサイズ85・54・84、血液型O型。
真面目で凛々しく、ルピナスでは聖佳に次ぐ人気者。弓道の腕も全国で三本の指に入るほどの実力者。実家は室町時代から続く武家の家柄であり、性格も厳格で実直。上下関係や礼儀作法にうるさい侍のような女性。そのためか、他人のことは基本的に苗字で呼んでおり、名前で呼ぶのは友人の沙枝や同じく弓道部所属の綾音などの一部のみ。沙枝とは1年の頃からの付き合いであり、負けず嫌いで暴走しがちな沙織のフォロー役をしている。
朝霧 七緒（）
学年 - 1年桜組
所属 - 帰宅部
身長150cm、スリーサイズ75・54・74、血液型A型。
彰が初めてルピナスに来た日に薫が連れて来た1年生の友人。その友人が聖佳の態度に傷ついたことで聖佳を嫌う、ルピナスでは珍しい生徒。また、そんな聖佳に晶子（彰）が意見したことから晶子のファンを自称している。聖佳を嫌ってはいるが、それはあくまでも個人的な考えとしており、他の人が聖佳をどう思っても気にしていない。実は学園長の孫だが、本人はただの一生徒でありたいと考えて周りには隠している。その上で苗字が違うため、ルピナスで知っている者はほとんどいない。
天法院 綾音（）
学年 - 2年桐組
所属 - 弓道部
身長156cm、スリーサイズ75・57・80、血液型B型。
「日本三大財閥」の一つ、名家天法院家のお嬢様であり、聖佳を敬愛している。聖佳の前では猫をかぶっているが、それ以外では高慢でわがまま。常に取り巻きを従えている。聖佳に気に入られた晶子をライバル視し、陰湿な行いもするが、根は善人で今ひとつ間抜けな一面があるためにどこか憎めない。しかし、名家の生まれだけあって能力は高く、ルピナスでは聖佳以外で唯一、山本流で免許皆伝の腕前を持つ。
展開により実は彰と同様に男であることが発覚するが、内面は完全に女性であり彰とは事情が異なる。肉体的には男性であるため、腕力や運動能力は相応にある。性別の問題については学園長公認の他、彰も一方的に知っている。本名は綾斗（あやと）。
宇佐見 沙枝（）
学年 - 3年桐組
所属 - 園芸部
身長152cm、スリーサイズ79・57・78、血液型O型。
園芸部の部長。楽天的でのんびりした性格。都や彰には部長の呼び名で認識されているため、本名を聞いたときには部長のことだと理解されなかった。園芸部のことは概ね都に任せているが、裏では色々とやっている陰の実力者。また、山本流において高い実力があるなど意外な一面も見せる。
水城 美穂（）:23
学園の先生で、晶子達のクラスの担任。沙枝と同様、彰が名前を聞いても誰のことかわからず、その存在自体も忘れられていた。公式サイトにおいても「先生」とあるのみで本名は掲載されていない。ゲーム中では「みずき」と発音されているが、『花と乙女に祝福を〜春風の贈り物〜マテリアルコレクション』によればフルネームは「水城 美穂（みずしろ みほ）」:23。
公式サイトに紹介が載ったところ、人気が出たため、生徒会顧問という設定が急遽付け加わった:103。最終的には店舗特典として版権イラストのテレホンカードまで作成されている:103（メディオ!は半裸のエプロン姿、ラオックスは半裸のウェディングドレス姿）。
山内さん（）
身長154cm、スリーサイズ80・60・80、血液型A型（RBより）。
名木城家の弥生付きのメイド。晶子とも面識がある。メイドとして弥生と都をとても慕っており、親子の不和を心配している。
都が子供の頃から仕えているが、年齢についてはトップシークレットで尋ねることは禁句。
名木城 弥生（）
身長158cm、スリーサイズ80・60・85、血液型O型（RBより）。
都の母親。都とは過去の出来事が原因で対立している。立藤の会の折に真実（都の誤解）を知ることとなり、仲を取り戻す。また、前の件が理由で都に心配をかけまいと、重病を患っているにもかかわらず都にはその事実を伏せていた。
彰と話をするために都を閉じ込めて変装するなど悪戯好きな性格。容姿は変装すると彰が見分けられないほど都に良く似ており、頑固な性格なども都そっくり。彰曰く「似たもの親子」。
三船 千里（）
「日本三大財閥」の一つ、三船家の御曹司で自他共に認めるエリート。眞弥子の婚約者だが、実はかつて山本家の茶話会で綾音に一目惚れしていて、綾音に会うためにルピナスの生徒と婚約しただけであり、立藤の会にて綾音にプロポーズする。

### 乙女が紡ぐ恋のキャンバス
深山 瑞希（）
9月7日生まれ（おとめ座）。
本名は瑞木 信（）。姉・杷虎の美的感性を刺激するからと幼い頃から女装を強いられ、立ち振る舞いや言葉遣いまで調教させられ、女装すればそこらへんの女の子より可愛い。学園の帰りや昭江のお使いで外出するとよくナンパをされているが、自分がナンパされているとは思っていない。女装時の偽名は怜奈に「瑞木」と名乗った際に名前と勘違いされたこと、怜奈の部屋に飾られた杷虎の絵画の作品名「深山」に由来する。
現代アーティストの杷虎の元で雑用などをしてきたため、家事スキルが高い。ぬいぐるみの修繕や書籍の補修などはお手の物。美術品や高級品の特殊な手順の掃除の方法は杷虎から教わっており、専門業者並の腕。現代アートに造詣が深く、芸術面ではかなりの鑑定眼、センスを持っており実力は随一。視力は6.0とかなり高い。成績優秀・眉目秀麗・杷虎のモデルで学園中の注目を集めている。メイドとして鳳后寮で働いており、掃除や料理に関しては昭江も認めている。また、裁縫の腕もかなりのものでプロとして通用するほど。
とある理由から10数年引きこもっていたが、杷虎が自分をモデルとしたフィギュアをオークションに出品した事、自分をモデルにヌード写真集を制作しようとした事が決定打となり家を飛び出した。引きこもりのため学校にはほとんど通っていないが、勉学は紫月の助けもあって独学で義務教育課程を修了しており、学年では10位以内には入っているほど。鳳后には怜奈と同じクラスに編入する。実はとある重大な「秘密」を抱えている。
『乙女が彩る恋のエッセンス』において
女装していることを除けば充実した毎日を送っている。舞城のイベントには本来であれば鳳后の代表である怜奈が参加するはずだったが、理事長代理で忙しいため、代役として選ばれた。責任ある立場ながらイベントへの参加は楽しみにしており、舞城の建造物などに興味津々。
鳳 怜奈（）
瑞希の雇用主。鳳后藝術学園の理事代理、鳳市長・鳳画廊の娘と数多くの肩書を持ったお嬢様。画商学区の2年生。
紫月とは犬猿の仲で何かと衝突が絶えない。芸術の趣向、スタイル、性格など気に食わない部分が多すぎ何かと突っかかるが、すぐに熱くなってしまうため、いつもいいようにあしらわれている。芸術では洋画を取り扱っており、そちらの方面は詳しいが、現代アートとなると苦手。スタイルも同年代と比べ貧乳なのがコンプレックス。
「杷虎」の大ファンで特に初期の絵画に目がない。杷虎の初期の4作品の内の二つを所持しており、そのレプリカを自分の部屋と食堂に飾るほど。しかし、ここ最近の杷虎の新作に熱を上げていない。
箱入りのお嬢様で機械音痴。相手の電話番号はすべて暗記しているほどの秀才だが、携帯電話で5秒に1プッシュと言う遅さのため急いでいる時は誰かにかけてもらっている徹底ぶり。電卓もろくに使えないため、部屋には算盤を常備している。お嬢様として暮らしてきたため、料理をはじめとする家事は一切できない。特に料理に関しては壊滅的で、基本すら出来ていないのに自分なりのアレンジを加えようとするため、味は一口食べただけで気絶するほど。
獅子堂・千晴・フラムスティード（）
怜奈の護衛役で自室に居る時以外は白い軍服を着ている幼なじみ。とある理由のため写真や絵画が苦手だが、怜奈の護衛のために同じクラスに在籍している。
母方がイギリス人のハーフ。目の色が違っているのを気にしている。いつも怜奈の側で護衛をしており、身に危険が迫った時は帯刀している日本刀を振るう。実家は両家とも警護を生業としている。
可愛いものに目がなく、クマのぬいぐるみが好きで自室に飾るほど。部屋には皐月人形と化したぬいぐるみ（鎧は本物）や薙刀、モンゴル弓、和弓が常備されている。幸の大ファンだが、近づくといつも逃げられヘコんでいる。
アナスタシア・アレクセエーブナ・イディナローク
ロシアからの留学生。画商学区の3年生。キュレーターとしては有名で実力も世界屈指で折紙付き。
下級生らに人気があり、ファンクラブまで存在するほど。スタイルも抜群で成績優秀だが、寮では意外にもだらしなく脱いだ下着をそのままにしているほど。若くして彫刻美術館館長に就任している。のほほんとしているが、やる時はやるタイプで優秀さを見せつけた。いつも笑顔を絶やさないため、何を考えているか分からない。
弟・ヨハンがおり、家族には「ナターシャ」と呼ばれている。自室にはヨハンが描いた絵を飾っており、他国語の洋書や日本建築の書籍など専門書などが多い。彼女の生い立ちについて知る人物は少なく、実家を毛嫌いしている節がある。
本編では攻略可能であるが、ファンディスク「二人のギャラリー」ではヒロインの中で唯一アフターストーリーが存在しない。
烏丸 紫月（）
信の数少ない幼なじみ。画商学区の2年生。現代芸アートを取り扱うセカンダリー。急成長した烏丸グループ総帥の一人娘。
学園では黒い噂が飛び交っており、冷たい態度を取り続けているため噂に拍車をかけているが、本人は気にしていない。しかし、全てが真実と言うわけでもなく、幸のサポートなど芸術家に対して温厚な態度を取っている。学業面では怜奈と並ぶ優等生。怜奈とは犬猿の仲で何かある度に衝突するものの、紫月の方が一枚上手であり、言い負かすことが多い。怜奈を猫と呼ぶのに対し、千晴を狗と表現することが多い。「杷虎」のファンで怜奈と同じく初期の絵画が好き。杷虎の初期の4作品の内の一つを所持しており、怜奈から何度も貸してほしいと頼まれているが、毎回突っぱねている。今回のオークションに出品された杷虎の瑞希のフィギュアを41億円で落札した。
夜はオークショニアを務めており、毎回様々な作品を落札させている。そのためか個人資産は並ではなく、個人で店を持てるほど。
母子家庭で、信と出会った時は「龍淵（たつぶち）」姓を名乗っていた。幼い頃から女装させられていた信を見ていたため、瑞希が信である事にすぐに気づく。信の抱える「秘密」を正確に把握している。
乾 幸（）
信が杷虎の元を飛び出した夜に出会った女の子。芸術家学区の1年生。瑞希と同じ奨学生。
紫月がスポンサーについて現代アートを制作している。人見知りが激しく、急に声をかけてしまうと逃げ出してしまうほど。以前は絵を描いていたが、現在は廃材を素材とした現代アートを主体としている。需要が高く、依頼が次々とに舞い込んでくる。業界では杷虎に並ぶほど有名で10年に一人の逸材と言われる天才。ほとんどのキャラから疑われることのない信の女装を一目見るだけで違和感を持つなど、観察眼に優れている。
紫月とは友人でもあり、普段はスポンサーという関係からか「烏丸さん」と呼んでいるが、本来は「紫月」と呼ぶほどの仲。
作業時には「むっくん」と呼ばれる着ぐるみを着て作業にあたる。ポケットには工具が入り便利なため、特許を申請中。
もとは施設暮らしで実の親を知らぬまま育ってきた。そんな暗い生い立ちを感じさせないほど明るい性格の持ち主だが…
猫西 昭江（）
鳳后寮のメイド長。
信の正体を知る数少ない人物。信が来る以前は寮の掃除洗濯炊事を一人で手掛けるほど優秀。信が来てから料理に対し対抗心を燃やしている。怜奈が辛いもの好きなため中華料理が得意。信の清掃技術などには舌を巻いている。師範代並みの合気道を使える。腹黒い部分があり目的を達成するには手段を選ばない人物でもある。そのため、「真のラスボス」「アキエもん」などの異名を持つ。鳳后藝術学園出身。
自身を「年増」や「職場のお局」、「地味ポジション」と発言して気にしているが、キャラクター人気投票では、常に上位をキープした。
父子家庭で育った怜奈の世話をしており、千晴同様に長い付き合い。現在の鳳があるのは彼女と千晴のおかげと言われるほど。普段は温厚そうに見えるが、一度怒るとかなり怖い。笑った顔なのに反論や文句を許さないほどのオーラを醸し出す。ある人物を激しく嫌っており、発言を含めてその名前を1日に5回口にするのが限界。
本編では攻略不可能であるが、ファンディスク「二人のギャラリー」では個別ルートが存在する。
『乙女が彩る恋のエッセンス』において
イベント参加者の中では唯一学生ではないが、瑞希のサポート役として同行することとなった。天城家は鳳家との繋がりがあるため、咲夜とは怜奈共々知り合い。メイドとしての昭江は他校でも噂になっているらしく、立派なメイドを目指す乃亜にとっては憧れの存在。瑞希が「僕」と口にした際に「私」と訂正を入れる点は健在であり、今では女性が「僕」と言うと条件反射で突っ込んでしまうらしい。
ヨハン・アレクセーエヴィチ・イディナローク
アナスタシアの弟。鳳后で教師を務めており、怜奈らの担任でもある。専門は鑑定で特に西洋刀や銃を得意とする。鑑定学の書籍も出版している。絵画の知識もあり、芸術の才能もある。特に模写にかけては父親譲りで真作と見劣りしないほどの精度で、その作品は姉のアナスタシアの部屋に飾られている。
小学低学年程度の身長で「小さい」「子ども」などの自分のコンプレックスを刺激する単語に敏感で、発言するとナイフが飛んでくる。サーカスのナイフ投げ師以上の精度で怪我をした生徒はいないらしいが、他クラスではそうした行動に出る事がなく、あくまで怜奈らのクラス限定。
瑞希のフィギュアを落札しようとして紫月に競り落とされてしまうが、転校生として来た瑞希本人に一目惚れする。
瑞木 杷虎（）
「世界の杷虎」と称されるほど有名な現代アーティスト。信の姉。
趣味で信に女装をさせ楽しんでおり、女装した信の等身大フィギュアを作るほど。徹底的なリサーチの基に制作に取り掛かり、強引にニーズを作るため、確実に売れる物しか作らない主義。絵1枚で50億は下らないほどだが、初期の4作品以降筆を執ろうとせず、現代アートばかりしか制作しない。お金にがめつく横暴な態度をとっているが、弟の事はしっかり考えている。
信の抱えている「秘密」について知っている数少ない人物であり、自身もまた、その事実に関してとある「秘密」を抱えている。
鳳 一朗（）
怜奈の父親にして学園理事であり、市長。敏腕のアート・ディーラー。
飄々とした態度とは裏腹に若くして帝国美術倶楽部の席を手に入れた神童扱いされる人物。子供のように無邪気に仕事をするが、流浪癖があり、世界中を回っては美しいものを購入しているが、毎回予算度外視で購入するため、怜奈に怒られるのも毎回の事。しかし、目利きは確かで適当に選んだような絵画でも数千万は下らないものばかりで信を驚愕させた。またセンスもズバ抜けており、部屋の色彩に見合った絵画を迷うことなく選択し、一目で入れ替えるべき絵画の場所を指摘するなど計り知れない。200点強あった絵画を1日で売りさばく手腕を見せつけた。
烏丸 鉄子（）
現代アートのセカンダリーとして急成長を遂げた烏丸グループの総帥にして紫月の母親。
様々な分野に事業を展開しているが、中でも紫月がオークショニアを務めるナイトセールが収益の大半を占めている。よくない噂が飛び交っている。
ヴォルフガング・ヒル
美しいものはどんな手段を持ってしてでも手に入れる蒐集家――とは名ばかりで美術品を玩具同然に扱う。しかし、美術眼は確か。最近のお気に入りは怜奈。一目惚れ、と言えば聞こえはいいが、実際は身体目当て。何度もアプローチをするもののあしらわれてばかりか、怜奈の携帯電話の番号やアドレスが変わる度にすぐさま嗅ぎつけるストーカー。怜奈の男嫌いの最たる原因・元凶。
世界中に支店を持つが、成金相手の商売。裏ではあくどい事をしているが、ガードが堅くなかなか尻尾を見せない。それに加え、別件逮捕しようにも条約なども厳守しているため、逮捕できないと厄介な相手。様々な人物から嫌われているが、どういうわけかイディナローク家がトラウマ。
オークションではどんなものでも財力にものを言わせ競り落とす世界最強のアート・ディーラーとして有名。絵画1枚に1億ドル（日本円で約83億円）を平気で出すほど。

### 桜舞う乙女のロンド
真原 葵（）
5月5日生まれ（おうし座）。
元は母子家庭だったが、母親が祐里の父と再婚し、1つ年下の祐里と兄妹となる。葵が学校に通い始めてからしばらくの後、父の仕事の都合で海外へ引っ越すことになる。最長はドイツに2年半程滞在していたが、他は短い期間で各国を転々としていた。次の赴任先が日射しの強い南方だったため、祐里の身体を心配した葵と母の説得により、葵と祐里の2人で日本へ帰国することになる。伯母と母によって、妹である祐里が通う学園の同じクラスに、女装したうえで編入する羽目になった。また、進路への影響に配慮して、祐里と同じクラスに編入している。さらに、聖に騙される形で桜花会副会長に就任する。容姿端麗、成績優秀で仕事をそつなくこなすため、周囲の評価は高い。
男性とバレないよう振舞うが、時折ボロをこぼすことがある。男性であるため食事量が多く、祐里に毎回注意されているものの、周囲には個性として捉えられている。
『乙女が彩る恋のエッセンス』において
桜花への編入から色々とあった葵だが、友人達との学生生活を楽しんでいる。桜花の食いしん坊は健在であり、舞城のイベントでも立食パーティーを特に楽しみにしている。その旺盛な食欲は、まなみからは男として見ても食べ過ぎではないかと思われている。
小峰 まなみ（）
桜花会の会長で、祐里の幼馴染である。任命される前より桜花会を手伝っており、涼香に任命される形で会長に就任してからも戸惑うことなく仕事をこなす。祐里に兄がいたことは知っていたが、葵の女装を見抜けず頭が混乱しかかっている。
頼まれごとをよく引き受ける性格。いい所のお嬢様らしく、車での送迎で登下校している。そのため、遅くまで作業をしていることが多い。
『乙女が彩る恋のエッセンス』において
前任者の涼香から託された会長職をしっかりとこなし、さらに桜花会を学生に馴染みやすくするために日夜努力している。葵が男であることを知っており、同行できない祐里の分のサポート役もしている。好きな人とダンスを踊ることが夢であり、舞城の舞踏祭にも興味津々で、葵と共に参加してみたいと思っている。
門脇 桜（）
まなみの友人で、葵らの同級生。物腰が柔らかで穏やかな性格をしていると同時に芯の通った性格でもある。まなみへの友情は厚く、彼女を助けるために会長補佐という職に就いた。実家は日舞の家元で、自宅では基本的に着物で過ごしているらしい。
休憩する時は紅茶を皆に振舞う。評価は上々で、時折クッキーなども振舞ってくれる。
『乙女が彩る恋のエッセンス』において
紅茶が好きで、舞城のイベントではティーパーティを楽しみにしている。
『想いを捧げる乙女のメロディー』FDにおいて
初詣で葵達と訪れた神社でみさきと遭遇する。ピアニストのみさきを知っていた。
江利原 美月（）
『桜花会』会計。頭がよく冷静だが、家事は苦手。読書が趣味で、本を読んでいる姿を見かけることが多い。食事時も本を片手に食べられるよう、サンドウィッチや蕎麦が多い。
天司 涼香（）
『桜花会』の前会長で、まなみを推薦した張本人。男嫌いで有名。聖、珠音とは前桜花会のメンバーということもあり仲が良く、付き合いも長い。葵らの教室を訪ねるだけでも人だかりが出来るほど後輩達からの人気が高い。まなみの指導を行うと同時に、葵にも副会長の指導を行っている。
新垣 若菜（）
葵たちの後輩。上級生相手のいたずらを懲りずに繰り返すなど、間の抜けた部分がある。鼻が良く利くらしいが、それ以外は全くダメ。若菜の母は聖の姉であり、聖とは叔母と姪の関係にある。葵に懐いており、よく抱きつくことが多い。聖曰く、誰かまわず抱きつくことはないらしく、人を選んでいるらしい。その基準は聖にも分からないらしい。
真原 祐里（）
葵の妹。前桜花会書記の珠音に書記に任命される。
元は父子家庭だったが父親が葵の母と再婚し、小さい頃に葵と兄妹になった。まなみとも幼馴染でよく遊んでいた。父の仕事の都合で海外へ引っ越すことになり、帰国するまで各国を転々としていた。アイスクリームが大好き。兄を慕っており、自分のせいで葵が桜花学園に編入することに責任を感じており、男性とバレないようフォローする。
桜花会の地位と責任は「学園生の自主性に任せる」という伯母の方針によるものと聞き、葵と共に「面倒なだけだ」と内心断じている。
追加パッチを適用することで攻略できるようになる。
神楽坂 聖（）
桜花会の前副会長。若菜の叔母にして、涼香の幼馴染。葵を桜花会の副会長に指名した後は、涼香に指導を丸投げしている。時折仕事を手伝ってはくれるが、葵への指導はしていない。
小石川 珠音（）
桜花会の前書記で、涼香と聖とは幼馴染。何事においても難なくこなすタイプ。偶然知り合った祐里を桜花会に引き入れた。聖とは違い、祐里への指導は行っている。
『想いを捧げる乙女のメロディー』に登場する小石川琴音は従妹にあたり、「珠姉様」と呼ばれている。
堺 浩一（）
男子校における葵の同級生で、菊花会会長を務めている。運動・勉強は普通だが、明るい雰囲気作りが得意。休んでいる葵のためにノートを取っているが、スペルミスや誤字、計算ミスが目立つ。桜花祭の打ち合わせのため赴いた桜花学園で、女装している葵に一目惚れする。
佐々原 亮子（）
葵たちの寮母で学園のOG。
双葉 沙耶子（）
若菜の友人。
不知火 怜（）
菊花学園3年生。菊花会の前会長。

### 乙女が奏でる恋のアリア
塚原 いずみ（）
12月27日生まれ（やぎ座）。
歌姫。本名は和泉 司（）。初対面の綾香に女性と間違われるほど可憐な容姿だが、剣や鎧に心躍らせるなど、内面はむしろ男らしい。全日本コンクールで入賞を果たし、ソプラニスタとして声楽を学ぶためヨーロッパに留学していた。さる音楽雑誌には留学前の司のインタビュー記事が掲載されている。
女装時の偽名は呼ばれた際に反応できるように、本名に近い響きでと考えて本人が命名。女装はウィッグと服装のみの最低限なものにとどめている。剣の扱いには意外と才能があるらしく、楓や佳も認めている。
『乙女が彩る恋のエッセンス』において
役目を終えてヨーロッパで再び声楽の勉強をしており、その歌声は日本だけでなくヨーロッパでも注目され始めている。舞城女学園のイベント参加を打診され、一時帰国した。
『想いを捧げる乙女のメロディー』FDにおいて
みさき達と共演するためリーリエ女学園を訪れる。いずれのヒロインと結ばれた後なのかは不明だが、恋愛に関する話題の際に綾香の名が出て慌てる場面がある。
西條 綾香（）
騎士候補生。深皇学園の2年生。学園を代表する優等生で、学年次席。正統派片手剣の名手。いずみの事情を知るフォロー役である。
困っている人を放っておけない優しい人物だが、何かに集中すると視野が狭くなりがちである。いずみを学生寮のルームメイトとして引き受けた際、異性と相部屋になることにいずみから指摘されるまで気づかなかった。しっかり者であり、妹がいるためか面倒見もいいが、前述のように抜けている部分もある。希実曰く「お姉ちゃんではあるけど姉さんではない」とのこと。いずみ(司)に話を聞いてもらう際に誘ったのが一つ星のレストランであるなど、家はそれなりに裕福であることがうかがえる。
天承院 千影（）
騎士候補生。深皇学園の2年生で、名家の令嬢。成績は学年主席。双剣を自在に操り、今回のアリアでは最強と目されている。
学園生の人気を綾香と二分しているが、活発な綾香とは対照的に落ち着きがあり、他人とはやや距離を置いて接する。文武両道に優れているが、堅物であり、ある理由から最優秀騎士に選ばれた暁には不純「同性」交遊を禁ずる学則を導入すると明言している。
二ノ宮 美琴（）
騎士候補生。深皇学園の2年生で、綾香の親友かつクラスメイト。幼馴染でもあり、法子や希実とも旧知の仲。槍の使い手。
気配りが上手く、手先が器用。家庭的で女子力は極めて高く、空いた時間でよく寮の食事準備を手伝っている。寮では綾香といずみの隣室。お化けなどのホラーや怪談が苦手。綾香のことは熟知しており、よくフォローをしている。
雪代 ことり（）
騎士候補生。深皇学園の1年生で、夕陽とは幼なじみ。いずみ達と同様、学生寮で暮らしている。
アーチェリーの腕前は学内でもトップクラスなのだが、緊張やプレッシャーに弱く、その実力を発揮しきれないことも多い。やや引っ込み思案なところがあるが、一方で自分の好きなことになるとお喋りになったりもする。小さな頃の一人称は「ことり」で、ショックなことがあったりすると今でも昔の一人称に戻ってしまう。
輝堂 楓（）
騎士候補生。深皇学園の2年生で、輝堂流抜刀術道場の娘。
以前在学中に海外留学に挑戦したものの、失敗して戻ってきた。そのため学年はいずみ達と同じだが、年齢は一つ上である。同級生だった佳と仲が良い。子猫などの動物が大好きだが、自分のイメージに合わないと考えており、周囲には隠している。
実家の道場は古くから続いており、その影響か楓自身も日本人然としている。食事も基本的に和食を好み、洋食はあまり口にしない。アリアには和風の甲冑に日本刀と、騎士というよりは武士のような見た目で参戦する。
西條 希実（）
歌姫（辞退）。深皇学園の1年生で、綾香と法子の妹。声楽を正式に学んでいる。
今年度の歌姫を務める予定だったが、アリアの直前で理由を明かさず、名誉ある大役を辞退したことから物語が始まってしまう。歌姫を辞退した理由は「歌姫じゃなく、恋人として傍にいたいの……」パッチで明らかになる。しっかり者であり、美琴と共に綾香のフォローをすることもあるが、一方で末っ子らしく甘えたがりな一面も持つ。
『想いを捧げる乙女のメロディー』FDにおいて
イベントの参加者ではないが、歌の勉強のためにいずみに同行してくる。また、いずみが男であることを知っている。
城ヶ崎 奏（）
もう一人の歌姫。深皇学園の2年生。歌唱技術は独学だが、1年次から連続で歌姫を務めており、その実力は折り紙つき。
ふんわりした外見に違わぬおっとりとした性格の持ち主。実家は洋菓子店であり、自身もお菓子作りが得意。その影響か、感想をお菓子に例えるなどの独特な個性を持つ。千影とはクラスメイトであり、昨年度のアリアでチームを組んで以来仲が良く、いつも一緒にいる。
「歌姫じゃなく、恋人として傍にいたいの……」パッチで攻略対象となる。
『乙女が彩る恋のエッセンス』において
お菓子に例える独特の感想は健在。同じくディーバを務めたいずみのことを気に入っており、舞城のイベントにもいずみが参加することを知ったために参加を志願した。
如月 夕陽（）
騎士候補生。深皇学園の1年生。成績は学年主席で、運動神経も優秀。アーチェリーの腕前は1年生ながら学内トップクラス。
明るく元気な性格のムードメーカーで、人懐っこく、好奇心が強くて積極性もあるが、周りを気遣うことを忘れない。
ことりとは家が隣同士で生まれた日が近く、生まれた病院まで一緒の幼馴染で、姉妹のような間柄。お互いに「ことりん」「夕ちゃん」と呼び合っている。寮でも同室であり、髪飾りも子供の頃に買ったお揃いのものをつけている。
『乙女が奏でる恋のアリア 〜君に捧げるアンコール〜』発売に伴い配布された「ことりと夕陽のハーレムルート」で攻略できる。
久遠 佳（）
元・騎士候補生。深皇学園の3年生で、資産家の令嬢。昨年度の深皇祭では1対2の不利な状況で勝利するなどの活躍を見せて最優秀騎士に選ばれたが、副賞の権利は行使せず保留にしている。
楓とは親友にして修業仲間。両者の対戦成績はほぼ互角だが、それはあくまで楓の修業相手に徹して勝敗を調節しているため。日本人離れした容姿故に人気は高いが、性格はかなり個性的で、楓からは度々たしなめられている。
発売後の人気投票で1位に輝き、『君に捧げるアンコール』では専用の攻略ルートが用意された。
『乙女が彩る恋のエッセンス』において
舞城のイベントに深皇の代表として参加を要請された際、いずみと一緒に参加することを条件として提示した。いずみが男であることを知っている。
西條 法子（）
深皇学園の学生寮の寮母で、綾香と希実の年の離れた姉。二人からは「（法子）姉さん」と呼ばれている。深皇学園のOGでもあり、現在は寮母に加え、学園長である母に代わって学園長代理の仕事を兼務している。
いずみ（司）が最初に公園で歌った際にその歌を聴き、その話を聞いた綾香がいずみへの接触を試みるなど、いずみが深皇学園へ招かれる切っ掛けとなった人物。いずみが寮の入浴時間後に特別に入れるように計らうなど、綾香とは別の方面から彼のフォローを行う。
『想いを捧げる乙女のメロディー』FDにおいて
いずみと希実の引率者。自分と同じように若くして学園長の立場にある怜美にシンパシーのようなものを感じている。

### 乙女が彩る恋のエッセンス
※謳い文句は無印 / ファンディスク「笑顔で織りなす未来」の順（無変化か不明の場合は略）。
朝倉 千弘（）
10月7日生まれ（てんびん座）。
謳い文句 : 女装×パティシエ×気配り上手 / 女装×パティシエ×お人好し
本名は千原 直人（）。幼い頃、天城家のメイド長に養子として引き取られ、現在では調理師の学校に通いながら屋敷のセカンドシェフを勤めている。舞城女学園へ女装して赴任する一方、咲夜の様子を調査するために学生として通うことにもなる。学年は本来なら三年生だが、咲夜の件から彼女のクラスメイトとなる。
調理師としての腕前は高いレベルが求められる舞城女学園でも通用するほどであり、特にお菓子作りはプロ級と言われている。その味は学園の生徒達を虜にしており、千弘が来てからは体重・悩み・笑顔の三つが増えたらしい。
義理の父母からは本当の家族同様に育てられ、義妹の乃亜とも仲が良い。義父からは「直ちゃん」の愛称で呼ばれている。亡くなった実父の影響で深煎りのコーヒーが好き。天城家にはセカンドシェフになる前から何度か遊びに来ており、咲夜とは共に遊んだこともある幼馴染でもある。
天城 咲夜（）
謳い文句 : 容姿端麗×不器用×可愛いもの好き / 容姿端麗×魅力的×可愛いもの好き
舞城女学園の二年生で学生会の副会長。日本有数の大財閥、天城家の一人娘。
成績優秀で副会長としても高い能力を発揮しており、学生のみならず教員達からも信頼されている。基本的に一人で何でもこなせてしまうため、家柄もあってか人をあまり頼らずにいる。学園では孤高の存在になり気味だが、可愛いものが好きという年頃の少女らしい一面も持つ。本人は副会長のイメージもあってか周りには隠しているものの、あかり等にはバレバレ。また、作中のアミューズメント施設「ディアスティニーランド」やクラシックも好きであり、その話題になると熱くなって周りを驚かせる。
夏目 あかり（）
謳い文句 : 元気×ひたむき×みんなのアイドル / エーデル×元気×ムードメーカー
舞城女学園の二年生で学生会の会長。咲夜とはクラスメイトで友人。千弘ともクラスメイトで、席は千弘の真後ろ。舞城には途中から入った編入生。
頭で考えるより身体を動かすタイプで、細々とした業務を担当する咲夜に対して実務を主に担当する。学園では他の生徒の手助けをよくしており、人好きする言動などもあって自然と人の輪の中心となるムードメーカー。よく動き回るためボーイッシュなイメージを持たれがちだが、咲夜とは別方面で可愛いものが好きで、フリルのついた女の子らしい服に興味がある。
実家には両親と祖父母の他、兄と弟が一人、妹が二人いる。自身を含めて九人の大家族で暮らして来たため賑やかなのが好きで、周りに誰かがいて欲しいと思う寂しがり屋。実家では料理の他に土いじりもやっていたらしく、学園でもちょくちょく園芸部の手伝いをしている。
千原 乃亜（）
謳い文句 : メイド×献身×お兄ちゃん大好き
舞城女学園の一年生で直人の義理の妹。父と義兄・直人からは「のんちゃん」の愛称で呼ばれている。
天城家の屋敷でメイド長をしている母とセカンドシェフを勤める兄を尊敬しており、自身も人の役に立ちたいと考えている。そのため、舞城では自前のメイド服を着て学園メイドを自称し、寮の厨房の手伝いなどの業務に当たっている。小柄な上に童顔であり、八雲からは「おチビちゃん」と呼ばれている。「はぁい」と間延びした返事が特徴的。千弘が直人であることは知らないが、親しみやすさを覚えて懐いている。
ファンディスク「笑顔で織りなす未来」では咲夜から後任に選ばれ、学生会の副会長になっている。
牧瀬 皐月（）
謳い文句 : お姉様×万能×コケティッシュ / お姉様×コケティッシュ×小悪魔
舞城女学園の三年生で元学生会長。前年度の舞城女学園舞踏祭(エーデルフェスト)で学園の象徴である姫(エーデル)に選ばれた。エーデルとしての愛称は「皐月姫(イーリス)」。
美麗な外見に加えて成績優秀、その上で物腰が柔らかく面倒見がよく、学園内では絶大なカリスマを持ち、ファンも多い。嗅覚が敏感であり、夜についた後で洗い流した匂いを一晩経っても感じることができるほど。そのためか、気に入った相手の匂いを嗅ぎたがる癖がある。「覚えちゃった」が口癖。
牧瀬家は天城家同様、日本有数の財閥であり、咲夜とは幼馴染。幼少時の彼女からは「姉様」と呼ばれていた。後継者の面ではアパレル関係の仕事をしている兄がいるため、皐月自身は割と自由。
氷堂 芹香（）
謳い文句 : クール×マイペース×秘めた情熱 / 信頼×柔らかい物腰×新学生会長
舞城女学園の一年生で学生会の書記。現学生会で唯一、一年生ながら役員を務める才女。乃亜とはクラスメイトで友人。
姉の影響で学園の象徴であるエーデルに強い思い入れがあり、人知れず努力を重ねている。あまり感情的にならないクールビューティで一見取っつきにくく誤解されやすい性格のため、交友関係は広くない。それ故に乃亜は大切な親友で、お互いにちゃん付けで呼ぶほど仲が良い。ファッションに詳しい年頃の少女らしい一面もある。
舞城女学園のOGである姉は一年生の時にエーデルに選ばれており、「高貴なる白(エーデルヴァイス)」の名で親しまれていた。皐月曰く「あかりと咲夜と八雲が混ざったような人物」らしく、その影響は絶大で、芹香も在学時の姉を知る現在の三年生や教員からは「ヴァイスの妹」と見られがち。
ファンディスク「笑顔で織りなす未来」ではあかりから後任に選ばれ、学生会の会長になっている。
一ノ瀬 舞織（）
謳い文句 : はんなり×癒し系×京言葉
舞城女学園の二年生で学生会の会計。京言葉が特徴の和風美人。あかりとはルームメイト。
古都の旧家の生まれで厳格に育てられた。おっとりとしており、周囲とは少々ずれた部分もあるが、教養と知性が高い。女は男に尽くすことを良しとする考えの持ち主。
人気が高かったため、ファンディスク「笑顔で織りなす未来」ではショートエピソードが存在する。
天道 八雲（）
謳い文句 : 奔放×天才料理人×西洋(残念な)美人
舞城女学園の寮で調理を取り仕切る寮の管理人。学園内で千弘の正体を知る唯一の人物。
元々は天城家の屋敷で直人と共に働いており、直人にとっては師匠的存在。調理師の腕前は天才的で妥協もしないのだが、私生活はルーズ。美人ではあるのだが、色々と破天荒な部分があり、学生時代から男っ気がない。
ファンディスク「笑顔で織りなす未来」ではショートエピソードが存在する。
菱川 琴枝（）
謳い文句 : 母性×誠実×教育者
舞城女学園の学園長。舞城の理事筆頭である菱川家の令嬢。天城家とは繋がりがあり、咲夜の母とは友人のような間柄。
学園長としては若い方であるが、その誠実さなどから周囲の信頼は厚い。特に学生達からは学園内を見て回って積極的に交流しているために慕われており、相談に乗ることが多い。
メッセージウインドウの名前は「学園長」と表記。ファンディスク「笑顔で織りなす未来」では「琴枝」に変更された。

### 想いを捧げる乙女のメロディー
雨桜 みさき（）
7月17日生まれ（かに座）。
楽器技師の父・雨桜五代に憧れて音楽を志し、現在は世界的に有名なピアニストのアルベルト・シュライバーに師事しつつドイツの音楽大学に通っているピアニストの卵。女装してリーリエ女学園の臨時音楽教師兼学生となる。
両親は既に他界しているため、姉の汐理は唯一の家族であり、海外留学をさせてくれたことを非常に感謝している。臨時の音楽教師を勤めることになったのも恩返しの意味が大きい。大学生であるため、リーリエの学生達より数歳年上で、酒を飲める。教師の経験はないものの、柔らかい物腰に穏やかな性格で人受けがよく、さらに真面目な性格で努力を惜しまない姿勢で生徒達からの人気は高い。
リーリエの代表奏者であるクヴァルテット「アインス」のピアノ担当が辞退したため、代理でピアノの担当となる。寮では汐理が使っていた部屋をそのまま使用しており、シャワーも部屋のものを使っているが、海外生活が長いため、たまには湯船につかりたいと考えている。さらに久しぶりの日本でお好み焼きなどの粉ものを食べたいとも思っている。
水澤 沙耶香（）
リーリエ女学園の2年生。みさきとは席が隣同士のクラスメイト。アインスのヴァイオリン担当。
明るく快活で人当りがよく、誰に対しても分け隔てなく接する。行動力もあり、誰かが困っていると自然に助けるため、人気が高い。父親は転勤族であり、リーリエ女学園で学ぶため、一人学園で寮生活をしている。同じアインスのメンバーでクラスメイトの千夏とは親友同士で非常に仲が良い。しっかり者だが、内面はかなり乙女チックであり、白馬の王子様が迎えに来ることを夢見ている。また、周囲に巨乳が多いため、自分が相対的に小さく見えてしまうことを気にしている。
園谷 千夏（）
リーリエ女学園の2年生。みさきのクラスメイト。アインスのヴィオラ担当。
沙耶香とは別方面で人当りがよく、元気で明るい性格。クラスメイトの美亜など他の人を愛称で呼ぶことが多い。一方でしっかりした面もあり、姉の千春に対しても時と場合に応じて敬語で話す。大小6つの星が連なる変わった髪飾りと唇からのぞく八重歯が特徴。実家は古くから続く和菓子屋で、庭園などもある旧家。そんな家では動物を飼うことが出来なかったためか犬が好きで、寮の近くに住み着いた野良犬にフォルテと名付け、密かに可愛がっている。また、家ではだらけることが出来ないため、長期休暇の際もあまり家には帰らず寮に残ることが多い。
野々宮 美亜（）
リーリエ女学園の2年生。みさきのクラスメイト。アインスとは別のクヴァルテット「ツヴァイ」のピアノ担当。千夏からは「みゃーちゃん」の愛称で呼ばれている。
根は純粋で優しくもあるのだが、素直になれないためにあまり愛想を見せず、さらにクールなために淡々とした物言いで何かと誤解されやすい。一方で仲の良い相手には小柄な体躯も相まって猫のように可愛がられている。ピアノの腕前は入学当初から評判で、その才能はみさきも驚かせるほど。みさきのことは同じピアノの奏者として認めており、故に代表の座を争う相手として競争心を隠さない。実は無類の甘いもの好きなのだが、自分のイメージに合わないと考えており、周りには隠している。
秋月 瑞穂（）
リーリエ女学園の3年生。昨年度のクヴァルテットメンバーの一人で、チェロを担当していた。今年度は舞台設営などの裏方業務を担当。
穏やかで優しく包容力があり、下級生から慕われている。一部では聖母様のようだとも言われているが、一方で甘えたがりな部分も持ち合わせている。手を繋ぐなどのスキンシップを好み、気に入った相手の首にキスをする癖がある。昨年は学生会長を務めており、今年度の裏方業務でもリーダーを任されている。虫が苦手であり、遭遇するとパニックに陥る。実家は病院を経営しており、兄もそこで働いている。
小石川 琴音（）
リーリエ女学園の1年生。リーリエで唯一の調律専攻者であり、楽器の調律を一手に担っている。千夏からは「琴ちゃん」の愛称で呼ばれている。
朗らかで前向きな性格をしており、素直で礼儀正しい。一方で好きになった相手には積極的にアプローチをかける大胆な一面もある。視力が悪く、時と場合に応じてコンタクトと特徴的なグルグルメガネを使い分けている。他の人より体が弱く、体調を崩しやすい。年頃の少女らしく占いやおまじないが好きで、妙な関連グッズをよく見かけるらしい。
『桜舞う乙女のロンド』に登場した小石川珠音とは従姉妹であり、彼女のことは「珠姉様」と呼んでいる。珠音からはいい後任の書記が見つかったことや桜花会で飲む美味しい紅茶など、桜花女学園のことを色々と聞いている。コンタクトだけでなくメガネも使っているのは珠音の影響であり、言動にも彼女の影響があるらしい。
三好 蘭（）
リーリエ女学園の2年生。みさきのクラスメイト。ツヴァイのヴィオラ担当。
縦ロールの髪や明るく気高く自信満々な言動など、見て分かりやすいお嬢様。そんな見た目の印象に反して体は丈夫ではなく、体調を崩しやすい。「華麗に決めて見せますわ」が口癖。美亜とは仲の良い友人であり、一見して喧嘩にも見えるほど歯に衣着せぬ言葉をぶつけ合える関係。
ファンディスク「あふれる想いを調べにのせて」では瑞穂の勧めもあり、新たな学生会長に就任。美亜からは心配されているが、元々の能力の高さや物怖じしない点などから意外にも会長に向いているとされている。
蓮見 小梅（）
リーリエ女学園の1年生。アインスのチェロ担当。琴音とはクラスメイトかつ友人であり、お互いに「琴音ちん」「梅ちゃん」と呼び合う仲。千夏からは「うめこ」の愛称で呼ばれている。
1年生ながらクヴァルテットのメンバーに選ばれる実力者。悩んだらまず行動がモットーの体育会系女子。会話の際に「はい、そうですね」と言うのが口癖。
桑原 芽依子（）
リーリエ女学園の3年生。瑞穂と共に裏方業務を担当している。
料理が得意であり、その腕前は寮生の胃袋をしっかり掴み、別の寮から食べにする生徒までいるほど。大人しい性格で緊張しやすいため、目立つことは苦手。ポケットには常にお菓子を入れ、不意におすそ分けをするが、これに関しては学園の七不思議と呼ばれる噂があるらしい。瑞穂とは仲の良い友人であり、彼女の変わったスキンシップにも満更でもない様子を見せる。
雨坂 汐理（）
リーリエ女学園の音楽教師で、みさきの姉。既婚者で、旧姓は雨桜。千春や怜美とはリーリエ在学時からの親友で、共にクヴァルテットのメンバーにも選ばれた。千春からは「しおりー」、怜美からは「しおりん」の愛称で呼ばれている。
おっとりとした性格で物腰が柔らかく、教え子達からは慕われている。出産を控えており産休を取ることになったが、後任となる先生のスケジュールが合わなかったため、その間の代理を弟のみさきに頼んだ。両親の他界により唯一の家族であったみさきを非常に大切にしており、その夢を応援している。しかし、みさきが着ることになる服を趣味で選び、千春から密かに送ってもらったみさきの女装姿の写真を見て喜ぶなど、少々ブラコン気味。千春や怜美とはよく酒を飲みに行っていたが、見た目からは想像できないほどの酒豪であり、二人が酔いつぶれても平気な顔で飲んでいたらしい。
園谷 千春（）
リーリエ女学園の保健教諭で、千夏の姉。汐理と怜美からは「ちーちゃん」の愛称で呼ばれている。
みさき同様に寮生活をしているが、各寮に入る教員は一人のため、みさきとは別の寮で暮らしている。みさきの女装生活をサポートする一人だが、保健教諭とは思えないほど雑で大雑把な人物。酒が好きで、何かと飲もうとする他、保健室に常備している。
加野 怜美（）
リーリエ女学園の学園長。汐理と千春からは「レイちゃん」の愛称で呼ばれている。
根はいい人だが、学園長に赴任してから数年しか経っていないため、威厳を出すためにクールな態度や言動をしている。みさきの女装生活をサポートする一人。みさきの就任については学園にプラスとなると判断しており、汐理と同じように彼の夢を応援している。千春に付き合う形で酒を飲むことが多々あるが、アルコールへの耐性が低く、すぐに酔いつぶれてしまう。ちなみに、泣き上戸。
香奈枝（）
リーリエ女学園の3年生。昨年度のクヴァルテットメンバーの一人。瑞穂とは仲の良い友人であったが、昨年度のシュールフェスト以降、考えの相違から疎遠になっている。
梨花（）
リーリエ女学園の3年生。昨年度のクヴァルテットメンバーの一人。瑞穂と香奈枝の友人。
沙都美（）
リーリエ女学園の3年生。昨年度のクヴァルテットメンバーの一人。瑞穂と香奈枝の友人。

### 乙女が結ぶ月夜の煌めき
塔矢 優紀（）
3月12日生まれ（うお座）。
本名は結城 冬弥（）。二年生。四條家に仕える使用人で、普段は蘭の専属お世話係兼お目付け役をしている。蘭の半強制的な願いにより、明月女学園に女装して転入することとなった。
女装時の偽名は分かりやすさ重視で本名を逆にする形で蘭が命名。蘭の苦手分野を彼女に教えるうちにかなりのレベルまで熟知してしまい、現在では蘭の代わりにやるようになってしまっている。特に歌唱は独学ながらレベルが高く、明月でも評判になっている。また、使用人らしく家事も得意であり、突発的な蘭の頼みでお菓子を作ることも多々ある。男性としては少々背が低めで蘭よりも1cm小さく、本人も気にしてる節がある。
四條家の屋敷にはメイドをしている母がいるが、片親で父はいない。蘭とは正式な主従関係になる前からの間柄で幼馴染。現在の一人称は「僕」だが、幼少時は「オレ」だった。蘭からは「ユウ」の愛称で呼ばれている。
四條 蘭（）
冬弥が仕えている四條家の令嬢で次期当主。二年生。明月女学園に招致され、短期転入する。
四條家の才媛として有名な存在。自身がよく口にする「理系の申し子、スポーツの天才」の言葉通り、運動神経は抜群。理系に関しては上級生の試験問題を教員から頼まれて作成してしまうほど。一方、それ以外の文系や芸術面は壊滅的で、その評価は何とか見つけないと褒めるところがないと言われるほど。ちなみに、料理についてはやったことがないだけで才能はあるらしく、彩春のお墨付き。
いつでもマイペースで突飛な言動が多く、挨拶の際は自身の好きな理系に関して相手に尋ねるのがお決まり。また、会って間もない相手の愛称を決めて呼ぶことも多い。目上の人が相手でもあまり態度は変わらず、上級生の涼花や理事長の美夜子にも基本はタメ口。動画配信サイトで動画や生配信を見るのが好きで、お嬢様としては庶民的な部分もあるが、一方で幼少時から帝王学を学んでいることもあり、現実にシビアな面も持ち合わせる。冬弥とは幼い頃からの付き合いで、姉弟のような関係。色々と無茶を言うのも信頼の証であり、自分の無茶に付き合ってくれる冬弥を内心とても大切に思っている。
『乙女が彩る恋のエッセンス』のヒロイン、天城咲夜とは友人関係。四條家と天城家は共に大きな財閥として繋がりがあり、お互いに当主の代理として会って以来の仲。彼女のことは「咲夜ちゃん」と呼んでおり、ファッション業界に通じる彼女に直接電話しては服などを作ってもらい、ディアスティニーランドに関するものをお礼にあげるなど、かなり親しい間柄であることがうかがえる。その他、西條三姉妹や久遠家との繋がりもある。
冷泉 雫音（）
明月女学園二年生のブライトで、学生会役員。明月女学園最大のイベントであるお披露目会の実行委員長も務める。
日本でも有数の財閥である冷泉家の令嬢で、次期当主。蘭とは以前に一度だけ会ったことがあり、その時に白いワンピースを着ていたことから「白ワンピちゃん」と覚えられていた。次期当主として育てられているため、学業は優秀。幼い頃は体調を崩しやすかったが、今では丈夫になり、運動神経もいい。それらもあって学園での人気は高いが、落ち着いた性格でクールなため、話しかけづらいところもある。また、深窓の令嬢であるため、世俗に疎く、かなりの世間知らず。
藤咲 渚（）
明月女学園二年生のクレセントで、家庭科部の部長。優紀と蘭のクラスメイト。
頼まれたら断れない性格で世話焼きなところもあり、人気のあるクレセントの象徴的存在。特に下級生からはラブレターをもらうほどに人気が高い。ただ、当人は「憧れられるより憧れたい」と言った女の子らしい願望を持っている。蘭とは波長が合うのか、会ってすぐに仲良くなり、まるで昔からの友人のような間柄となる。
ブライトに劣等感を抱きやすいクレセントとしては珍しくそう言った感情がなく、ブライトとも同じ学園の仲間として仲良くしたいと思っている。家庭科部でブライトとクレセントに親交が生まれているのは、両者の環境の差が小さいだけでなく彼女の存在も大きい。寮にある彼女の部屋には夜になると居心地がいいという理由で友人達が集まる。
篠森 涼花（）
明月女学園三年生のブライトで、学生会副会長。現在は会長が不在のため、会長代理でもある。
誰にでも分け隔てなく接することができる穏やかなお嬢様で、みんなのお姉さん的存在。雫音とは幼馴染であり、彼女からは「涼花姉様」と呼ばれている。一方、篠森家では二人の兄がいる末っ子の妹であり、涼花自身も甘えん坊なところがある。育ちのいいお嬢様であるため、若干ずれた部分があるものの、雫音ほど世間知らずではない。
会長代理として学生の見本になるべく頑張っていたが、それが原因で一時期体調を崩している。そのため、代わりの見本として招致した蘭に感謝しており、色々と気にかけている。ルームメイトは転校したため、現在は一人部屋。
佐倉 こころ（）
明月女学園一年生のクレセントで、家庭科部所属。蘭からは「こころん」の愛称で呼ばれている。
引っ込み思案で人見知りをする性格。さらに気が弱く、人の意見に流されがち。アニメや漫画などのサブカルチャーが好きであり、それらに関しては押しが強くなる。今では留学した元ルームメイトの影響を受け、動画配信サイトでの生配信などをしている。
渚とは家が近所の幼馴染で、年齢も近いこともあって一緒に過ごして来た仲。彼女のことは「渚お姉ちゃん」と呼んで慕っており、明月にも渚の後を追う形で入学した。
能見 彩春（）
明月女学園二年生のブライト。明月でも今では珍しい従者で、雫音に仕えている。蘭からは「お春さん」の愛称で呼ばれている。
幼い頃から冷泉家のメイド達に師事したことで家事全般に優れ、気配りも上手。誰に対しても敬語で話し様付けで呼ぶが、気さくな性格であるため、学内に友人が多い。
彼女の実家である能見家は名家であり、本来なら従者になるような立場ではないのだが、色々とあって雫音の身の回りの世話を焼いている。雫音とは主従関係になる以前からの幼馴染で、幼少時は「しーちゃん」「彩春ちゃん」と呼び合っていた。
冷泉 美夜子（）
明月女学園の理事長で、雫音の母。蘭からは「美夜子ママ」と呼ばれている。
学生のことを第一に考えており、何かと声かけをしたりして円滑な学園運営を心掛けている。ブライトとクレセントと言う呼び名は元々彼女が考えたものだが、それで両者に軋轢が生まれたことに心を痛めている。機械関係が苦手であり、理事長室にあるパソコンなどを蘭に見てもらっている。

#### 血縁関係
作中で明らかになる登場人物の血縁関係は以下のとおり。
- 異母姉弟：彩春と冬弥
- いとこ：蘭と冬弥
- いとこ：蘭と彩春
- いとこ：雫音と彩春

美夜子は能見家から冷泉家に嫁いでおり（彩春の叔母）、彩春の後見をしている。彩春と冬弥の父親は四條家からの入婿である（蘭の叔父）。
|            |            |            |            |            |            |      |      |        |        |        |        |        |        |  |  | 能見家当主   | 能見家当主   | 能見家当主   | 能見家当主   | 能見家当主   | 能見家当主   |      |      |              |              |              |              |              |              |      |      | 四條家先代 | 四條家先代 | 四條家先代 | 四條家先代 | 四條家先代 | 四條家先代 |  |  |            |            |            |            |            |            |    |    |        |        |        |        |        |        |  |  |  |  |  |  |  |  |  |  |  |  |  |  |
|            |            |            |            |            |            |      |      |        |        |        |        |        |        |  |  | 能見家当主   | 能見家当主   | 能見家当主   | 能見家当主   | 能見家当主   | 能見家当主   |      |      |              |              |              |              |              |              |      |      | 四條家先代 | 四條家先代 | 四條家先代 | 四條家先代 | 四條家先代 | 四條家先代 |  |  |            |            |            |            |            |            |    |    |        |        |        |        |        |        |  |  |  |  |  |  |  |  |  |  |  |  |  |  |
|            |            |            |            |            |            |      |      |        |        |        |        |        |        |  |  |              |              |              |              |              |              |      |      |              |              |              |              |              |              |      |      |            |            |            |            |            |            |  |  |            |            |            |            |            |            |    |    |        |        |        |        |        |        |  |  |  |  |  |  |  |  |  |  |  |  |  |  |
| 冷泉家当主 | 冷泉家当主 | 冷泉家当主 | 冷泉家当主 | 冷泉家当主 | 冷泉家当主 |      |      | 美夜子 | 美夜子 | 美夜子 | 美夜子 | 美夜子 | 美夜子 |  |  | 長女（故人） | 長女（故人） | 長女（故人） | 長女（故人） | 長女（故人） | 長女（故人） |      |      | 次男（故人） | 次男（故人） | 次男（故人） | 次男（故人） | 次男（故人） | 次男（故人） |      |      | 冬弥の母   | 冬弥の母   | 冬弥の母   | 冬弥の母   | 冬弥の母   | 冬弥の母   |  |  | 四條家当主 | 四條家当主 | 四條家当主 | 四條家当主 | 四條家当主 | 四條家当主 |    |    | 蘭の母 | 蘭の母 | 蘭の母 | 蘭の母 | 蘭の母 | 蘭の母 |  |  |  |  |  |  |  |  |  |  |  |  |  |  |
| 冷泉家当主 | 冷泉家当主 | 冷泉家当主 | 冷泉家当主 | 冷泉家当主 | 冷泉家当主 |      |      | 美夜子 | 美夜子 | 美夜子 | 美夜子 | 美夜子 | 美夜子 |  |  | 長女（故人） | 長女（故人） | 長女（故人） | 長女（故人） | 長女（故人） | 長女（故人） |      |      | 次男（故人） | 次男（故人） | 次男（故人） | 次男（故人） | 次男（故人） | 次男（故人） |      |      | 冬弥の母   | 冬弥の母   | 冬弥の母   | 冬弥の母   | 冬弥の母   | 冬弥の母   |  |  | 四條家当主 | 四條家当主 | 四條家当主 | 四條家当主 | 四條家当主 | 四條家当主 |    |    | 蘭の母 | 蘭の母 | 蘭の母 | 蘭の母 | 蘭の母 | 蘭の母 |  |  |  |  |  |  |  |  |  |  |  |  |  |  |
|            |            |            |            |            |            |      |      |        |        |        |        |        |        |  |  |              |              |              |              |              |              |      |      |              |              |              |              |              |              |      |      |            |            |            |            |            |            |  |  |            |            |            |            |            |            |    |    |        |        |        |        |        |        |  |  |  |  |  |  |  |  |  |  |  |  |  |  |
|            |            |            |            | 雫音       | 雫音       | 雫音 | 雫音 | 雫音   | 雫音   |        |        |        |        |  |  |              |              |              |              | 彩春         | 彩春         | 彩春 | 彩春 | 彩春         | 彩春         |              |              | 冬弥         | 冬弥         | 冬弥 | 冬弥 | 冬弥       | 冬弥       |            |            |            |            |  |  |            |            |            |            | 蘭         | 蘭         | 蘭 | 蘭 | 蘭     | 蘭     |        |        |        |        |  |  |  |  |  |  |  |  |  |  |  |  |  |  |

### 星の乙女と六華の姉妹
山吹 兎美（）
　
茉莉花 華恋（）
　
山吹 ありす（）
　
梔子 ネリネ（）
　
九重 純玲（）
　
目鏡 百合香（）
　
合歓木 ネム（）
　
月桂樹 ローリエ（）
　
姫金魚草 みんと（）
　
夕化粧 彩女（）
　
姫女苑 撫子（）
　　

### 乙女とふれあう、ひとつ屋根の下
文森 菜桜（）
　
御津宮 深織（）
　
アニェス・アブリル
　
門倉 伊久乃（）
　
久瀬 諒香（）
　
エイミ
　
桂川 摩冬（）
　

### 華は短し、踊れよ乙女
藤波 凜（）
　
クリスティーナ・ホワイト
　
メリッサ・レオーニ
　
衝羽根 しのぶ（）
　
楪 小春（）
　
ブリジット・ルメール
　
千波 巴（）
　
千波 八重（）
　
アレックス・スパーク
　

### 乙女の剣と秘めごとコンチェルト
卯花 陽菜（）
　
小柴 杏奈（）
　
天海 依夜（）
　
クレール・メルル
　
椋木 梨理（）
　

## キャスト
ファンディスク・付属ミニゲームの出演も含む。『花と乙女に祝福を』は『春風の贈り物』の追加ヒロインに限ってPS2（PSP）版の声優を記載し、他の登場人物はPC版の声優を記載した。
| 声優                               | 役名                | 作品                | 作品                | 作品                | 作品                | 作品                | 作品                | 作品                | 作品                | 作品                | 作品                | 作品                | 作品                |
| 声優                               | 役名                | 1                   | 2                   | 3                   | 4                   | 5                   | 6                   | 7                   | 8                   | 9                   | 10                  | 11                  | S                   |
| 1. 花と乙女に祝福を                | 1. 花と乙女に祝福を | 1. 花と乙女に祝福を | 1. 花と乙女に祝福を | 1. 花と乙女に祝福を | 1. 花と乙女に祝福を | 1. 花と乙女に祝福を | 1. 花と乙女に祝福を | 1. 花と乙女に祝福を | 1. 花と乙女に祝福を | 1. 花と乙女に祝福を | 1. 花と乙女に祝福を | 1. 花と乙女に祝福を | 1. 花と乙女に祝福を |
| ---------------------------------- | ------------------- | ------------------- | ------------------- | ------------------- | ------------------- | ------------------- | ------------------- | ------------------- | ------------------- | ------------------- | ------------------- | ------------------- | ------------------- |
| まきいづみ                         | 月丘彰              | Main                |                     | Guest               | Guest               | Guest               |                     | Guest               |                     |                     |                     |                     | Main                |
| まきいづみ                         | 月丘晶子            | Main                |                     |                     |                     | Guest               |                     |                     |                     |                     |                     |                     |                     |
| 風音                               | 名木城都            | Main                |                     |                     |                     |                     |                     |                     |                     |                     |                     |                     |                     |
| 青山ゆかり                         | 宝生聖佳            | Main                |                     |                     |                     |                     |                     |                     |                     |                     |                     |                     |                     |
| 有栖川みや美                       | 鹿島志鶴            | Main                |                     |                     |                     | Guest               |                     |                     |                     |                     |                     |                     |                     |
| かわしまりの                       | 佐上薫              | Main                |                     |                     |                     |                     |                     |                     |                     |                     |                     |                     |                     |
| 綾部凛                             | 藍那祈              | Main                |                     |                     |                     |                     |                     |                     |                     |                     |                     |                     |                     |
| 青葉りんご                         | 山本眞弥子          | Main                |                     |                     |                     |                     |                     |                     |                     |                     |                     |                     |                     |
| 井上麻里奈                         | 獅堂沙織            | Main                |                     |                     |                     |                     |                     |                     |                     |                     |                     |                     |                     |
| 佐藤利奈                           | 朝霧七緒            | Main                |                     |                     |                     |                     |                     |                     |                     |                     |                     |                     |                     |
| 倉田まりや                         | 天法院綾音          | Main                |                     |                     |                     |                     |                     |                     |                     |                     |                     |                     |                     |
| 天川みるく                         | 宇佐見沙枝          | Main                |                     |                     |                     |                     |                     |                     |                     |                     |                     |                     |                     |
| 一ノ瀬リコ                         | 水城美穂            | Main                |                     |                     |                     |                     |                     |                     |                     |                     |                     |                     |                     |
| 如月葵                             | 山内さん            | Main                |                     |                     |                     |                     |                     |                     |                     |                     |                     |                     |                     |
| 上遠野翠                           | 名木城弥生          | Main                |                     |                     |                     |                     |                     |                     |                     |                     |                     |                     |                     |
| 土門熱                             | 三船千里            | Main                |                     |                     |                     |                     |                     |                     |                     |                     |                     |                     |                     |
| 2. 乙女が紡ぐ恋のキャンバス        |                     |                     |                     |                     |                     |                     |                     |                     |                     |                     |                     |                     |                     |
| 桐谷華                             | 深山瑞希            |                     | Main                | Guest               | Guest               | Guest               |                     |                     |                     |                     |                     |                     | Main                |
| サトウユキ                         | 鳳怜奈              |                     | Main                |                     |                     |                     |                     |                     |                     |                     |                     |                     |                     |
| 有栖川みや美                       | 獅子堂千晴          |                     | Main                |                     |                     |                     |                     |                     |                     |                     |                     |                     |                     |
| 風華                               | アナスタシア        |                     | Main                |                     |                     |                     |                     |                     |                     |                     |                     |                     |                     |
| 夏野こおり                         | 烏丸紫月            |                     | Main                |                     |                     |                     |                     |                     |                     |                     |                     |                     |                     |
| 雪都さお梨                         | 乾幸                |                     | Main                |                     |                     |                     |                     |                     |                     |                     |                     |                     |                     |
| 遠野そよぎ                         | 猫西昭江            |                     | Main                |                     | Guest               | Guest               |                     |                     |                     |                     |                     |                     |                     |
| 桜川未央                           | ヨハン              |                     | Main                |                     |                     |                     |                     |                     |                     |                     |                     |                     |                     |
| かわしまりの                       | 瑞木杷虎            |                     | Main                |                     |                     |                     |                     |                     |                     |                     |                     |                     |                     |
| 来宮とおる                         | 鳳 一朗             |                     | Main                |                     |                     |                     |                     |                     |                     |                     |                     |                     |                     |
| このかなみ                         | 烏丸 鉄子           |                     | Main                |                     |                     |                     |                     |                     |                     |                     |                     |                     |                     |
| 木島宇太                           | ヴォルフガング      |                     | Main                |                     |                     |                     |                     |                     |                     |                     |                     |                     |                     |
| 3. 桜舞う乙女のロンド              |                     |                     |                     |                     |                     |                     |                     |                     |                     |                     |                     |                     |                     |
| 歩河みぃな                         | 真原葵              |                     |                     | Main                | Guest               |                     |                     |                     |                     |                     |                     |                     | Main                |
| 彩月りん                           | 真原葵              |                     |                     |                     |                     | Guest               |                     |                     |                     |                     |                     |                     |                     |
| 桜川未央                           | 小峰まなみ          |                     |                     | Main                |                     | Guest               |                     |                     |                     |                     |                     |                     |                     |
| 白月かなめ                         | 門脇桜              |                     |                     | Main                |                     | Guest               | Guest               |                     |                     |                     |                     |                     |                     |
| 有栖川みや美                       | 江利原美月          |                     |                     | Main                |                     |                     |                     |                     |                     |                     |                     |                     |                     |
| ヒマリ                             | 天司涼香            |                     |                     | Main                |                     |                     |                     |                     |                     |                     |                     |                     |                     |
| 上原あおい                         | 新垣若菜            |                     |                     | Main                |                     |                     |                     |                     |                     |                     |                     |                     |                     |
| 羽鳥いち                           | 真原祐里            |                     |                     | Main                | Guest               |                     |                     |                     |                     |                     |                     |                     |                     |
| 榛名れん                           | 神楽坂聖            |                     |                     | Main                |                     |                     |                     |                     |                     |                     |                     |                     |                     |
| 百瀬ぽこ                           | 小石川珠音          |                     |                     | Main                |                     |                     |                     |                     |                     |                     |                     |                     |                     |
| 葵海人                             | 堺浩一              |                     |                     | Main                |                     |                     |                     |                     |                     |                     |                     |                     |                     |
| 遠野そよぎ                         | 佐々原亮子          |                     |                     | Main                |                     |                     |                     |                     |                     |                     |                     |                     |                     |
| 桐谷華                             | 双葉沙耶子          |                     |                     | Main                |                     |                     |                     |                     |                     |                     |                     |                     | Guest               |
| 佐和真中                           | 不知火怜            |                     |                     | Main                |                     |                     |                     |                     |                     |                     |                     |                     |                     |
| 4. 乙女が奏でる恋のアリア          |                     |                     |                     |                     |                     |                     |                     |                     |                     |                     |                     |                     |                     |
| 月野きいろ                         | 塚原いずみ          |                     |                     |                     | Main                | Guest               | Guest               | Guest               | Guest               |                     | Guest               | Guest               | Main                |
| 円志乃                             | 西條綾香            |                     |                     |                     | Main                |                     |                     |                     |                     |                     |                     | Guest               |                     |
| 有栖川みや美                       | 天承院千影          |                     |                     |                     | Main                |                     |                     |                     |                     |                     |                     |                     |                     |
| 橘まお                             | 二ノ宮美琴          |                     |                     |                     | Main                |                     |                     |                     |                     |                     |                     | Guest               |                     |
| 桐谷華                             | 雪代ことり          |                     |                     |                     | Main                |                     |                     |                     |                     |                     |                     |                     | Guest               |
| 剣吉明日香                         | 輝堂楓              |                     |                     |                     | Main                |                     |                     |                     |                     |                     |                     |                     |                     |
| 羽鳥いち                           | 西條希実            |                     |                     |                     | Main                |                     | Guest               |                     |                     |                     |                     |                     |                     |
| 鈴谷まや                           | 城ヶ崎奏            |                     |                     |                     | Main                | Guest               |                     |                     |                     |                     |                     |                     |                     |
| 上原あおい                         | 如月夕陽            |                     |                     |                     | Main                |                     |                     |                     |                     |                     |                     |                     |                     |
| かわしまりの                       | 久遠佳              |                     |                     |                     | Main                | Guest               |                     |                     |                     |                     |                     |                     |                     |
| あじ秋刀魚                         | 西條法子            |                     |                     |                     | Main                |                     | Guest               |                     |                     |                     |                     |                     |                     |
| 5. 乙女が彩る恋のエッセンス        |                     |                     |                     |                     |                     |                     |                     |                     |                     |                     |                     |                     |                     |
| ひな葉月                           | 朝倉千弘            |                     |                     |                     |                     | Main                |                     | Guest               | Guest               |                     |                     |                     | Main                |
| 山田ゆな                           | 天城咲夜            |                     |                     |                     |                     | Main                |                     |                     |                     |                     |                     |                     |                     |
| 藤森ゆき奈                         | 夏目あかり          |                     |                     |                     |                     | Main                |                     |                     |                     |                     |                     |                     |                     |
| 萌花ちょこ                         | 千原乃亜            |                     |                     |                     |                     | Main                |                     |                     |                     |                     |                     |                     |                     |
| 白月かなめ                         | 牧瀬皐月            |                     |                     |                     |                     | Main                |                     |                     |                     |                     |                     |                     |                     |
| 有栖川みや美                       | 氷堂芹香            |                     |                     |                     |                     | Main                |                     |                     |                     |                     |                     |                     |                     |
| 上田朱音                           | 一ノ瀬舞織          |                     |                     |                     |                     | Main                |                     |                     |                     |                     |                     |                     |                     |
| かわしまりの                       | 天道八雲            |                     |                     |                     |                     | Main                |                     |                     |                     |                     |                     |                     |                     |
| 奏雨                               | 菱川琴枝            |                     |                     |                     |                     | Main                |                     |                     |                     |                     |                     |                     |                     |
| 6. 想いを捧げる乙女のメロディー    |                     |                     |                     |                     |                     |                     |                     |                     |                     |                     |                     |                     |                     |
| 北見六花                           | 雨桜みさき          |                     |                     |                     |                     |                     | Main                | Guest               | Guest               |                     | Guest               |                     | Main                |
| 秋野花                             | 水澤沙耶香          |                     |                     |                     |                     |                     | Main                |                     |                     |                     |                     |                     |                     |
| 月野きいろ                         | 園谷千夏            |                     |                     |                     |                     |                     | Main                |                     |                     |                     |                     |                     | Guest               |
| 小倉結衣                           | 野々宮美亜          |                     |                     |                     |                     |                     | Main                |                     |                     |                     |                     |                     |                     |
| 香山いちご                         | 秋月瑞穂            |                     |                     |                     |                     |                     | Main                |                     |                     |                     |                     |                     |                     |
| 白月かなめ                         | 小石川琴音          |                     |                     |                     |                     |                     | Main                |                     |                     |                     |                     |                     |                     |
| 卯月ももか                         | 三好蘭              |                     |                     |                     |                     |                     | Main                |                     |                     |                     |                     |                     |                     |
| 逢真井もこ                         | 蓮見小梅            |                     |                     |                     |                     |                     | Main                |                     |                     |                     |                     |                     |                     |
| 猫屋敷舞                           | 桑原芽依子          |                     |                     |                     |                     |                     | Main                |                     |                     |                     |                     |                     |                     |
| 羽鳥いち                           | 雨坂汐理            |                     |                     |                     |                     |                     | Main                |                     |                     |                     |                     |                     |                     |
| かわしまりの                       | 園谷千春            |                     |                     |                     |                     |                     | Main                |                     |                     |                     |                     |                     |                     |
| あじ秋刀魚                         | 加野怜美            |                     |                     |                     |                     |                     | Main                |                     |                     |                     |                     |                     |                     |
| 有栖川みや美                       | 香奈枝              |                     |                     |                     |                     |                     | Main                |                     |                     |                     |                     |                     |                     |
| 稲荷結                             | 梨花                |                     |                     |                     |                     |                     | Main                |                     |                     |                     |                     |                     |                     |
| 北大路ゆき                         | 沙都美              |                     |                     |                     |                     |                     | Main                |                     |                     |                     |                     |                     |                     |
| 7. 乙女が結ぶ月夜の煌めき          |                     |                     |                     |                     |                     |                     |                     |                     |                     |                     |                     |                     |                     |
| 春乃いろは                         | 塔矢優紀            |                     |                     |                     |                     |                     |                     | Main                | Guest               |                     |                     |                     | Main                |
| 花園めい                           | 四條蘭              |                     |                     |                     |                     |                     |                     | Main                |                     |                     |                     |                     | Guest               |
| 桃山いおん                         | 冷泉雫音            |                     |                     |                     |                     |                     |                     | Main                |                     |                     |                     |                     |                     |
| 猫村ゆき                           | 藤咲渚              |                     |                     |                     |                     |                     |                     | Main                |                     |                     |                     |                     |                     |
| 桃井いちご                         | 篠森涼花            |                     |                     |                     |                     |                     |                     | Main                |                     |                     |                     |                     |                     |
| くすはらゆい                       | 佐倉こころ          |                     |                     |                     |                     |                     |                     | Main                |                     |                     |                     |                     |                     |
| 明羽杏子                           | 能見彩春            |                     |                     |                     |                     |                     |                     | Main                |                     |                     |                     |                     |                     |
| 唯香                               | 冷泉美夜子          |                     |                     |                     |                     |                     |                     | Main                |                     |                     |                     |                     |                     |
| 8. 星の乙女と六華の姉妹            |                     |                     |                     |                     |                     |                     |                     |                     |                     |                     |                     |                     |                     |
| 風音                               | 山吹兎美            |                     |                     |                     |                     |                     |                     |                     | Main                |                     |                     |                     |                     |
| 春乃いろは                         | 茉莉花華恋          |                     |                     |                     |                     |                     |                     |                     | Main                |                     |                     |                     |                     |
| 月白まひる                         | 山吹ありす          |                     |                     |                     |                     |                     |                     |                     | Main                |                     |                     |                     |                     |
| 月野きいろ                         | 梔子ネリネ          |                     |                     |                     |                     |                     |                     |                     | Main                |                     |                     |                     |                     |
| 北見六花                           | 九重純玲            |                     |                     |                     |                     |                     |                     |                     | Main                |                     |                     |                     |                     |
| ひな葉月                           | 目鏡百合香          |                     |                     |                     |                     |                     |                     |                     | Main                |                     |                     |                     |                     |
| 藤崎紗矢香                         | 合歓木ネム          |                     |                     |                     |                     |                     |                     |                     | Main                |                     |                     |                     |                     |
| 飴川紫乃                           | 月桂樹ローリエ      |                     |                     |                     |                     |                     |                     |                     | Main                |                     |                     |                     |                     |
| 八ツ橋しなもん                     | 姫金魚草みんと      |                     |                     |                     |                     |                     |                     |                     | Main                |                     |                     |                     |                     |
| 北大路ゆき                         | 夕化粧彩女          |                     |                     |                     |                     |                     |                     |                     | Main                |                     |                     |                     |                     |
| 幸水梨子                           | 姫女苑撫子          |                     |                     |                     |                     |                     |                     |                     | Main                |                     |                     |                     |                     |
| 9. 乙女とふれあう、ひとつ屋根の下  |                     |                     |                     |                     |                     |                     |                     |                     |                     |                     |                     |                     |                     |
| 八ッ橋しなもん                     | 文森菜桜            |                     |                     |                     |                     |                     |                     |                     |                     | Main                |                     |                     |                     |
| 北大路ゆき                         | 御津宮深織          |                     |                     |                     |                     |                     |                     |                     |                     | Main                |                     |                     |                     |
| 藤咲ウサ                           | アニェス            |                     |                     |                     |                     |                     |                     |                     |                     | Main                |                     |                     |                     |
| 風鈴みすず                         | 門倉伊久乃          |                     |                     |                     |                     |                     |                     |                     |                     | Main                |                     |                     |                     |
| 葵時緒                             | エイミ              |                     |                     |                     |                     |                     |                     |                     |                     | Main                |                     |                     |                     |
| 月野きいろ                         | 久瀬諒香            |                     |                     |                     |                     |                     |                     |                     |                     | Main                |                     |                     |                     |
| 和央きりか                         | 桂川摩冬            |                     |                     |                     |                     |                     |                     |                     |                     | Main                |                     |                     |                     |
| 10. 華は短し、踊れよ乙女           |                     |                     |                     |                     |                     |                     |                     |                     |                     |                     |                     |                     |                     |
| 東シヅ                             | 藤波凜              |                     |                     |                     |                     |                     |                     |                     |                     |                     | Main                |                     |                     |
| 北見六花                           | クリスティーナ      |                     |                     |                     |                     |                     |                     |                     |                     |                     | Main                |                     |                     |
| つばき                             | メリッサ            |                     |                     |                     |                     |                     |                     |                     |                     |                     | Main                |                     |                     |
| 月野きいろ                         | 衝羽根しのぶ        |                     |                     |                     |                     |                     |                     |                     |                     |                     | Main                |                     |                     |
| くすはらゆい                       | 楪小春              |                     |                     |                     |                     |                     |                     |                     |                     |                     | Main                |                     |                     |
| 加々美澪                           | ブリジット          |                     |                     |                     |                     |                     |                     |                     |                     |                     | Main                |                     |                     |
| 水野七海                           | 千波巴              |                     |                     |                     |                     |                     |                     |                     |                     |                     | Main                |                     |                     |
| 大村かよ                           | 千波八重            |                     |                     |                     |                     |                     |                     |                     |                     |                     | Main                |                     |                     |
| 岡山桃太郎                         | アレックス          |                     |                     |                     |                     |                     |                     |                     |                     |                     | Main                |                     |                     |
| 11. 乙女の剣と秘めごとコンチェルト |                     |                     |                     |                     |                     |                     |                     |                     |                     |                     |                     |                     |                     |
| 橘まお                             | 卯花陽菜            |                     |                     |                     |                     |                     |                     |                     |                     |                     |                     | Main                |                     |
| 円志乃                             | 小柴杏奈            |                     |                     |                     |                     |                     |                     |                     |                     |                     |                     | Main                |                     |
| 風鈴みすず                         | 天海依夜            |                     |                     |                     |                     |                     |                     |                     |                     |                     |                     | Main                |                     |
| 白月かなめ                         | クレール・メルル    |                     |                     |                     |                     |                     |                     |                     |                     |                     |                     | Main                |                     |
| 榎本ねむ                           | 椋木梨理            |                     |                     |                     |                     |                     |                     |                     |                     |                     |                     | Main                |                     |

## 制作方針
- 『花と乙女に祝福を』の制作時、ディレクターのじんべいは、女装時の主人公はたとえエッチの最中であっても絶対に下着を見せないというルールを制定し、スタッフにこれを遵守させた[40]:99。後にシリーズのディレクターを引き継いだ真田昌樹によれば、その後も方針として主人公の下着描写を極力避けているとのことである[41]。
- 真田は、実際の女子校では男子の目がないからこその現実もあるだろうがとしつつ、シリーズの共通のテーマは「男が考える理想のお嬢様学園」であるとしている[41]。じんべいも『花と乙女に祝福を』制作の際、同様の趣旨を述べている[15]。そのような舞台設定のため、ヒロインのパンチラ描写も避けているという[41]。
- 「男の娘」と「女装少年」を厳に区別するスタンスをとっている。真田によれば、シリーズ主人公の性自認はあくまで男であり、女装はめいめい仕方なくおこなっているものであるという。そこでは「「男の娘」は性自認が女である」という解釈が採用されている[41]。
- 真田は、女装して女子校に潜入する理由は毎作しっかり検討してはいるがとしつつ、ライターに任せてしまうと深く考えてしまうといい、理由付けよりもむしろ、潜入したあと「周りから受け入れられるにはどうしたらいいのか」という点を重視していると述べている。また、女装ものの一番の見せ場はヒロインに女装がどうばれるかという点であるとし、その点にこだわって制作していると述べている[41]。
- 『乙女が奏でる恋のアリア』『乙女の剣と秘めごとコンチェルト』などのシナリオライターを務めた水瀬拓未は、本シリーズのような女装主人公の作品群がユーザーの支持を集めている理由の第一は「主人公が魅力的であること」だと推測しており、その点を意識して執筆していると述べている。やはり女装主人公はあくまで男子であるとしており、男らしさ＝格好のよさを強調することで、女装時の魅力がギャップになってくると述べている[42]。

## 反響
※各作品が作品単体として現実社会に及ぼした影響は各作品の記事を参照のこと。

### シリーズに対する反響
- シリーズ累計の販売本数は2016年の『乙女が彩る恋のエッセンス』の時点で公称8万本に到達した[1]。
- 2019年12月に発売された『ensemble10周年記念 乙女シリーズ13本セット』は、発売月の売り上げにおいて、Getchu.comの集計では11位[43][注 15]、『BugBug』の集計でも11位[45]を記録した。
- 萌えゲーアワード大賞を受賞した『月に寄りそう乙女の作法』のタイトルには「乙女」が含まれている。Navelの東ノ助によれば、これは乙女シリーズの影響を少なからず受けているとのことである[41]。
- 真田によれば、主人公が受け身になるシーンがユーザーの好評を博している。エッチシーンでは授乳手コキが人気であるという[41]。『乙女の剣と秘めごとコンチェルト』の発売に際し、水瀬に質問したインタビュアーも「「乙女」シリーズといえば女のコ同士に見える美しいHシーンや主人公がヒロインに攻められるHシーンなども好評だと思います」と述べている[42]。

### 登場人物に対する反響
月丘晶子（彰）
- 2009年7月に一迅社から刊行された『女装少年コレクション ゲーム編2009』において、彰は「女装少年キャラクター」の一人として取り上げられた。同誌は掲載したキャラクター全36人に対し、5つの観点から独自に採点を行い、比較を試みている。彰はルックス5/5、鬼畜度1/5、女装頻度5/5、積極性3/5、なりきり度5/5点という評価であった。
- 「男の娘」専門誌『わぁい!』創刊号で実施された男の娘キャラクター人気投票において、晶子（彰）は7位を獲得した。上位の顔ぶれは、1位：木下秀吉（『バカとテストと召喚獣』）、2位：宮小路瑞穂（『おとボク』）、3位：渡良瀬準（『はぴねす!』）といったものであった。

## 関連作品
- 2019年4月26日 - 乙女騎士♥いますぐ私を抱きしめて（ensemble SWEETより発売）